# Liste der Nummer-eins-Hits in Deutschland
Dieser Artikel beinhaltet verschiedene Informationen und Statistiken der offiziellen deutschen Singlecharts seit Beginn der Aufzeichnung am 1. März 1954.

## Datenbasis und Hinweise zur Interpretation der aufgeführten Statistiken
Bis Mai 1959 beruhen die Nummer-eins-Hits der Bundesrepublik auf der Boxen-Parade des Automatenmarktes (monatlich ermittelt). Von Juni 1959 bis Januar 1965 sind die Nummer-eins-Hits der Musikmarkt-Hitparade entnommen (monatlich ermittelt). Von Februar 1965 bis Dezember 1970 wurden die BRD-Charts durch den Musikmarkt halbmonatlich ermittelt. Seit 1971 gelten die Verkaufszahlen der Singles innerhalb einer Woche als Maßstab. Bis 1977 ermittelte diese Zahlen der Musikmarkt, ab 1977 die Media Control GmbH & Co. KG und seit 2013 GfK Entertainment. Es gibt auch Bücher und Listen, die wöchentliche Charts seit 1956 führen. Diese sind aus den monatlichen Charts interpolierte Listen. Über die Verkaufszahlen der Schallplatten in der DDR gibt es keine offiziellen Listen.
Hinweis: In früheren Jahren war es manchmal üblich, verschiedene Versionen eines Liedes von verschiedenen Interpreten zusammenzufassen. Außer dem Hauptinterpreten sind diese weiteren Interpreten in Klammern ergänzt.
Die hier dargestellten Auswertungen der deutschen Singlecharts beschreiben lediglich Interpreten, die sich besonders häufig oder besonders lange an der Spitze der offiziellen deutschen Singlecharts aufhielten. Daraus können jedoch keine Verkaufszahlen oder weitere kommerzielle Erfolge abgeleitet werden. So war beispielsweise die Single Maid of Orleans (The Waltz Joan of Arc) der britischen Popgruppe Orchestral Manoeuvres in the Dark die meistverkaufte Single des Jahres 1982, obwohl die Single „nur“ vier Wochen an der Spitze der Singlecharts stand. Im selben Jahr waren die Spider Murphy Gang mit ihrem Lied Skandal im Sperrbezirk acht Wochen und F. R. David mit dem Stück Words elf Wochen auf der Spitzenposition. Dieses ist ebenso bei Betrachtung und Interpretation der einzelnen Jahrgangsstatistiken zu beachten.

## Interpreten mit den meisten Nummer-eins-Singles
Diese Liste beinhaltet alle Künstler nach Anzahl ihrer Nummer-eins-Hits absteigend, die sich mit mindestens fünf Singles an der Spitze der deutschen Singlecharts platzieren konnten, sowie eine detaillierte Auflistung derer Nummer-eins-Erfolge in chronologischer Reihenfolge. Bei gleicher Titelanzahl sind die Künstler alphabetisch aufgeführt.
- 22:  Capital Bra / Joker Bra
- 12:  Apache 207,  The Beatles und  Samra
- 09:  ABBA und  Bonez MC
- 08:  Boney M.,  Luciano und  The Sweet
- 07:  The Rolling Stones
- 06:  Shirin David,  Loredana,   Mero,  Freddy Quinn und  RAF Camora
- 05:  Die Ärzte,  Sarah Connor,  Cro,  David Guetta,  Katja Krasavice,  Modern Talking,  Rihanna und   Caterina Valente

### Capital Bra / Joker Bra

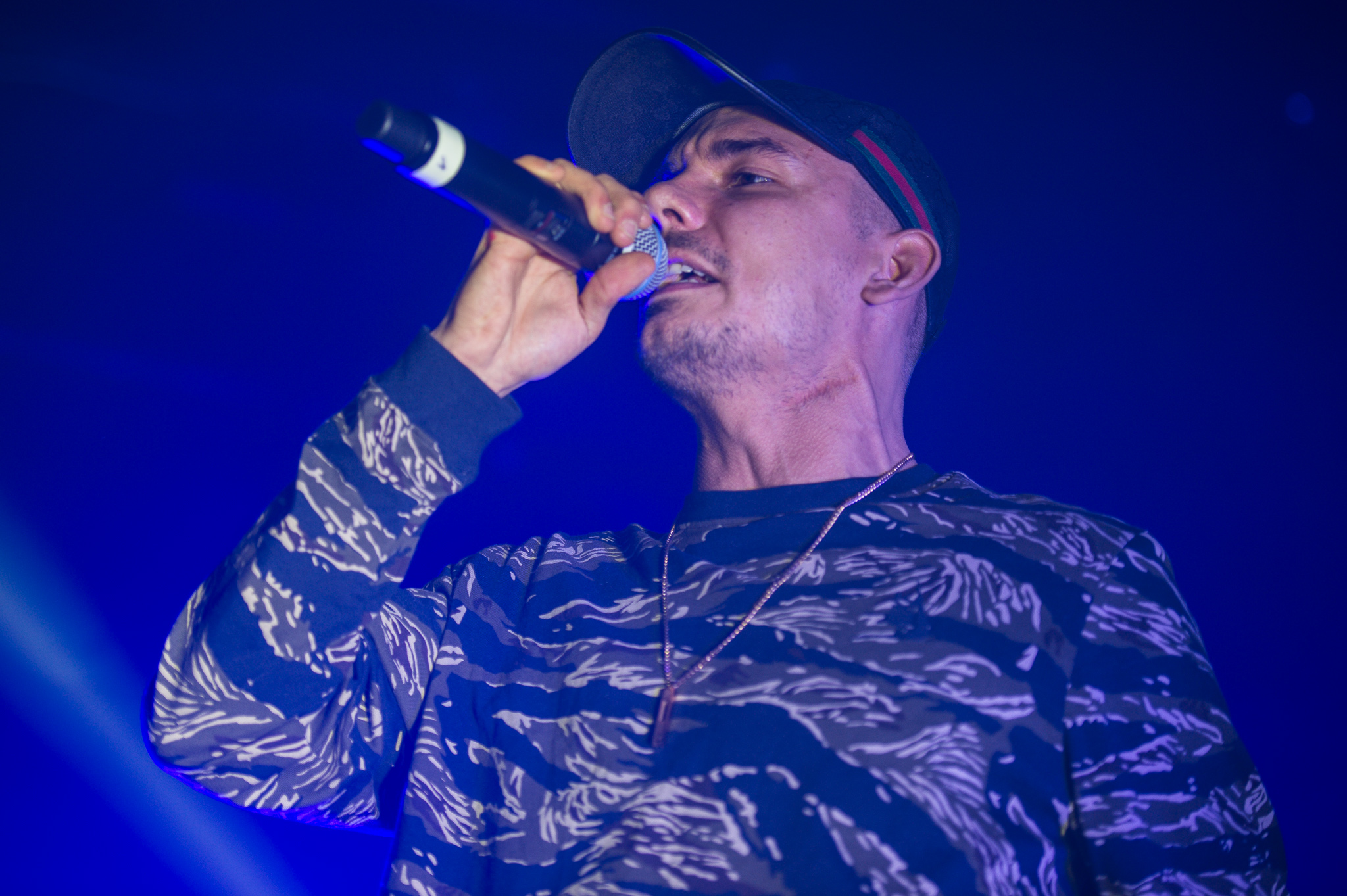
Capital Bra (2018)

1. 2018 – 5 Songs in einer Nacht (1 Woche; 13. April – 19. April)
2. 2018 – Neymar (3 Wochen; 4. Mai – 24. Mai; feat. Ufo361)
3. 2018 – One Night Stand (2 Wochen; 1. Juni – 14. Juni)
4. 2018 – Berlin lebt (1 Woche; 15. Juni – 21. Juni)
5. 2018 – Für euch alle (1 Woche; 13. Juli – 19. Juli; Bushido feat. Samra & Capital Bra)
6. 2018 – Melodien (1 Woche; 10. August – 16. August; feat. Juju)
7. 2018 – Roli Glitzer Glitzer (1 Woche; 26. Oktober – 1. November; feat. Luciano & Eno)
8. 2018 – Benzema (1 Woche; 28. Dezember 2018 – 3. Januar 2019)
9. 2019 – Prinzessa (2 Wochen; 1. Februar – 14. Februar)
10. 2019 – DNA (1 Woche; 22. Februar – 28. Februar; KC Rebell feat. Summer Cem & Capital Bra)
11. 2019 – Wir ticken (1 Woche; 22. März – 28. März; mit Samra)
12. 2019 – Cherry Lady (1 Woche; 29. März – 4. April)
13. 2019 – Wieder Lila (2 Wochen; 24. Mai – 7. Juni; mit Samra)
14. 2019 – Royal Rumble (1 Woche; 21. Juni – 27. Juni; mit Kalazh44 & Samra feat. Nimo & Luciano)
15. 2019 – Tilidin (2 Wochen; 28. Juni – 11. Juli; mit Samra)
16. 2019 – Zombie (1 Woche; 19. Juli – 25. Juli; mit Samra)
17. 2019 – Nummer 1 (1 Woche; 30. August – 5. September; mit Samra)
18. 2019 – 110 (2 Wochen; 27. September – 10. Oktober; mit Samra & Lea)
19. 2019 – Der Bratan bleibt der gleiche (1 Woche; 6. Dezember – 12. Dezember)
20. 2020 – Baby (1 Woche; 7. Februar – 13. Februar; als Joker Bra mit Vize)
21. 2020 – Nicht verdient (1 Woche; 8. Mai – 14. Mai; mit Loredana)
22. 2020 – Frühstück in Paris (1 Woche; 28. August – 3. September; feat. Cro)

### Apache 207

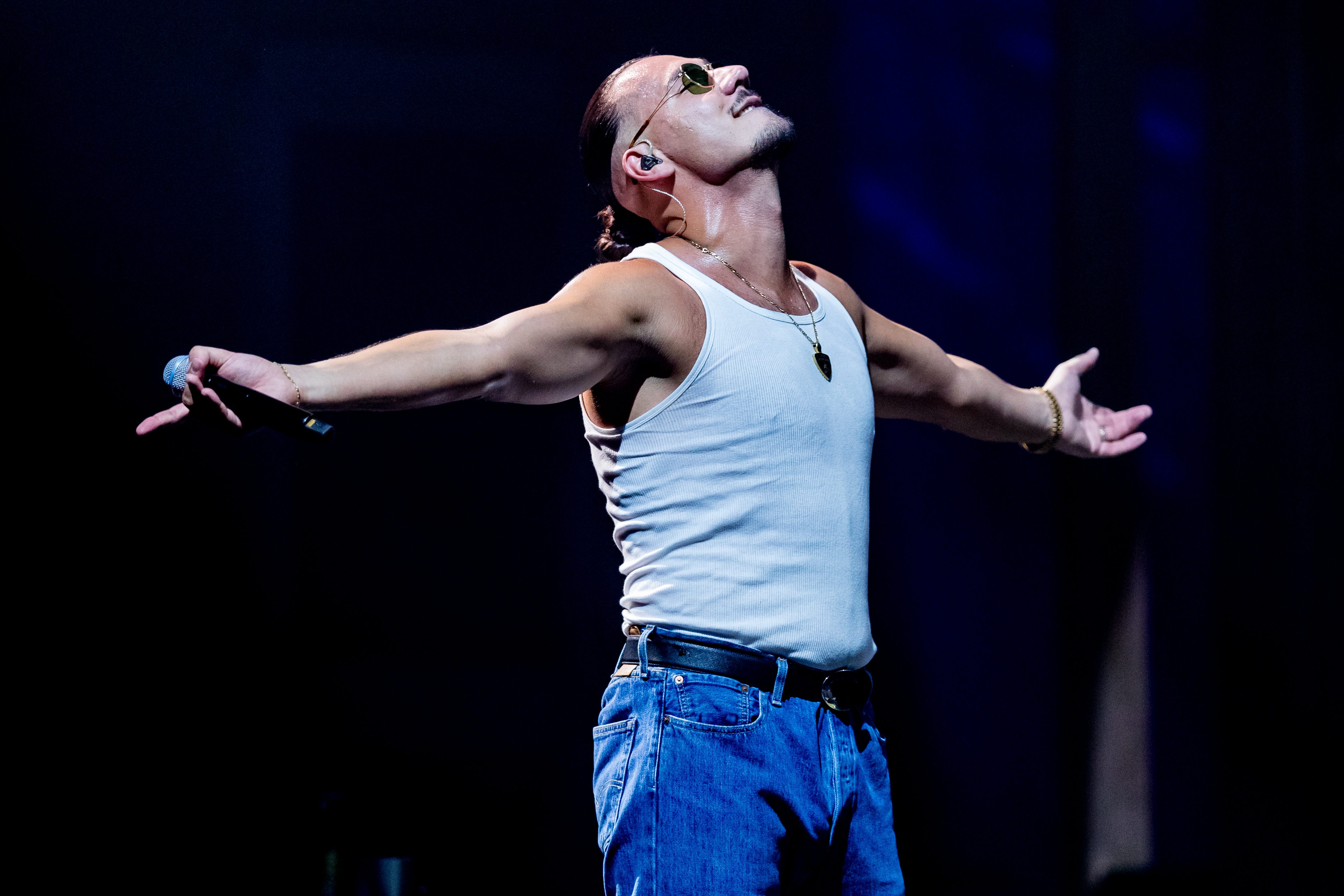
Apache 207 (2022)

1. 2019 – Roller (1 Woche; 6. September – 12. September)
2. 2019 – Wieso tust du dir das an? (1 Woche; 25. Oktober – 31. Oktober)
3. 2020 – Fame (2 Wochen; 15. Mai – 28. Mai)
4. 2020 – Boot (1 Woche; 12. Juni – 18. Juni)
5. 2020 – Bläulich (3 Wochen; 10. Juli – 30. Juli)
6. 2020 – Unterwegs (1 Woche; 31. Juli – 6. August)
7. 2020 – Sie ruft (1 Woche; 7. August – 13. August)
8. 2021 – Angst (1 Woche; 8. Januar – 14. Januar)
9. 2021 – Madonna (1 Woche; 26. Februar – 4. März; Bausa feat. Apache 207)
10. 2021 – Kapitel II Vodka (1 Woche; 8. Oktober – 14. Oktober)
11. 2023 – Komet (21 Wochen; 3. Februar – 6. April, 14. April – 27. April, 5. Mai – 1. Juni, 7. Juli – 17. August; mit Udo Lindenberg)
12. 2024 – Wunder (7 Wochen; 3. Mai – 16. Mai, 14. Juni – 20. Juni, 19. Juli – 1. August; Ayliva feat. Apache 207)

### The Beatles

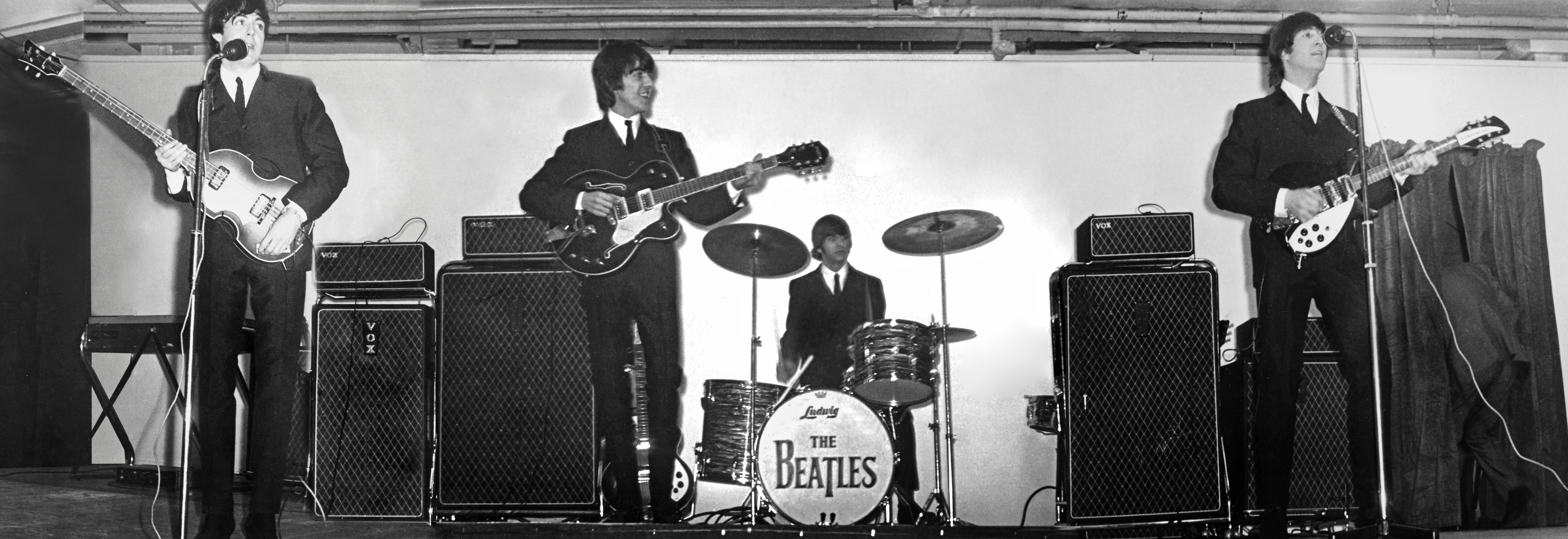
The Beatles (1964)

1. 1964 – I Want to Hold Your Hand / Komm, gib mir deine Hand (2 Monate; 1. März – 30. April)
2. 1966 – Paperback Writer (½ Monat; 15. Juli – 31. Juli)
3. 1966 – Yellow Submarine (1 Monat; 1. Oktober – 31. Oktober)
4. 1967 – Penny Lane (½ Monat; 1. Mai – 14. Mai)
5. 1967 – All You Need Is Love (1½ Monate; 15. August – 30. September)
6. 1968 – Hello, Goodbye (½ Monat; 1. Februar – 14. Februar)
7. 1968 – Hey Jude (½ Monat; 1. Oktober – 14. Oktober)
8. 1969 – Ob-La-Di, Ob-La-Da (1 Monat; 1. März – 31. März)
9. 1969 – Get Back (½ Monat; 1. Juni – 14. Juni; mit Billy Preston)
10. 1969 – The Ballad of John and Yoko (½ Monate; 15. Juli – 31. Juli)
11. 1969 – Come Together / Something (½ Monat; 1. Dezember – 14. Dezember)
12. 2023 – Now and Then (1 Woche; 10. November – 16. November)

### Samra
1. 2018 – Für euch alle (1 Woche; 13. Juli – 19. Juli; Bushido feat. Samra & Capital Bra)
2. 2018 – Cataleya (1 Woche; 16. November – 22. November)
3. 2019 – Wir ticken (1 Woche; 22. März – 28. März; mit Capital Bra)
4. 2019 – Harami (1 Woche; 12. April – 18. April)
5. 2019 – Wieder Lila (2 Wochen; 24. Mai – 7. Juni; mit Capital Bra)
6. 2019 – Royal Rumble (1 Woche; 21. Juni – 27. Juni; mit Kalazh44 & Capital Bra feat. Nimo & Luciano)
7. 2019 – Tilidin (2 Wochen; 28. Juni – 11. Juli; mit Capital Bra)
8. 2019 – Zombie (1 Woche; 19. Juli – 25. Juli; mit Capital Bra)
9. 2019 – Nummer 1 (1 Woche; 30. August – 5. September; mit Capital Bra)
10. 2019 – 110 (2 Wochen; 27. September – 10. Oktober; mit Capital Bra & Lea)
11. 2020 – Rohdiamant ٢٠٢٠ (1 Woche; 9. Oktober – 15. Oktober)
12. 2020 – Kennst du das ?! (1 Woche; 20. November – 26. November)

### ABBA

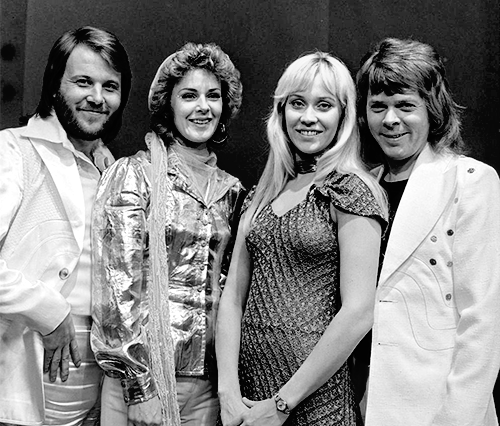
ABBA (1974)

1. 1974 – Waterloo (4 Wochen; 10. Juni – 16. Juni, 24. Juni – 14. Juli)
2. 1975 – SOS (7 Wochen; 15. September – 2. November)
3. 1976 – Mamma Mia (1 Woche; 9. Februar – 15. Februar)
4. 1976 – Fernando (7 Wochen; 3. Mai – 9. Mai, 17. Mai – 27. Juni)
5. 1976 – Dancing Queen (1 Woche; 20. September – 26. September)
6. 1976 – Money, Money, Money (5 Wochen; 20. Dezember 1976 – 23. Januar 1977)
7. 1977 – Knowing Me, Knowing You (2 Wochen; 11. April – 24. April)
8. 1980 – Super Trouper (5 Wochen; 22. Dezember 1980 – 4. Januar 1981, 12. Januar – 1. Februar 1981)
9. 1982 – One of Us (1 Woche; 4. Januar – 10. Januar)

### Bonez MC

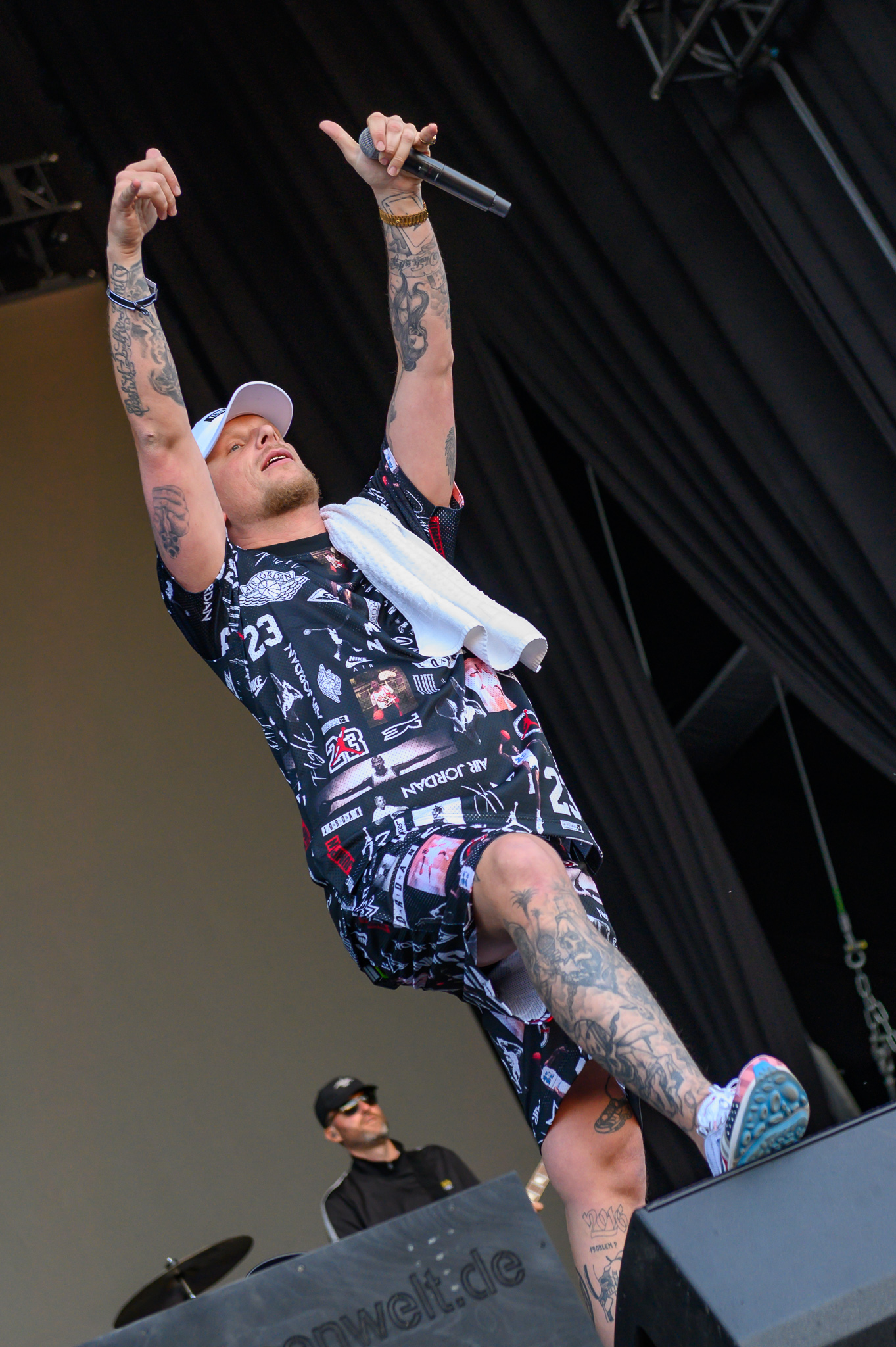
Bonez MC (2019)

1. 2018 – Kokain (1 Woche; 21. September – 27. September; mit RAF Camora feat. Gzuz)
2. 2018 – 500 PS (1 Woche; 12. Oktober – 18. Oktober; mit RAF Camora)
3. 2020 – Roadrunner (1 Woche; 29. Mai – 4. Juni)
4. 2020 – In meinem Benz (1 Woche; 5. Juni – 11. Juni; AK Ausserkontrolle feat. Bonez MC)
5. 2020 – Big Body Benz (1 Woche; 26. Juni – 2. Juli)
6. 2020 – Fuckst mich nur ab (1 Woche; 11. September – 17. September)
7. 2020 – Angeklagt (3 Wochen; 30. Oktober – 19. November)
8. 2021 – Extasy (1 Woche; 14. Mai – 20. Mai; feat. Frauenarzt)
9. 2021 – Blaues Licht (1 Woche; 30. Juli – 5. August; RAF Camora feat. Bonez MC)

### Boney M.

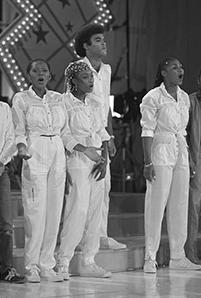
Boney M. (1981)

1. 1976 – Daddy Cool (12 Wochen; 13. September – 19. September, 27. September – 28. November, 13. Dezember – 19. Dezember)
2. 1977 – Sunny (2 Wochen; 24. Januar – 6. Februar)
3. 1977 – Ma Baker (3 Wochen; 13. Juni – 3. Juli)
4. 1977 – Belfast (4 Wochen; 24. Oktober – 20. November)
5. 1978 – Rivers of Babylon (17 Wochen; 24. April – 13. August, 21. August – 27. August)
6. 1978 – Rasputin (1 Woche; 9. Oktober – 15. Oktober)
7. 1979 – Mary’s Boy Child / Oh My Lord (1 Woche; 8. Januar – 14. Januar)
8. 1979 – El Lute / Gotta Go Home (8 Wochen; 20. August – 14. Oktober)

### Luciano

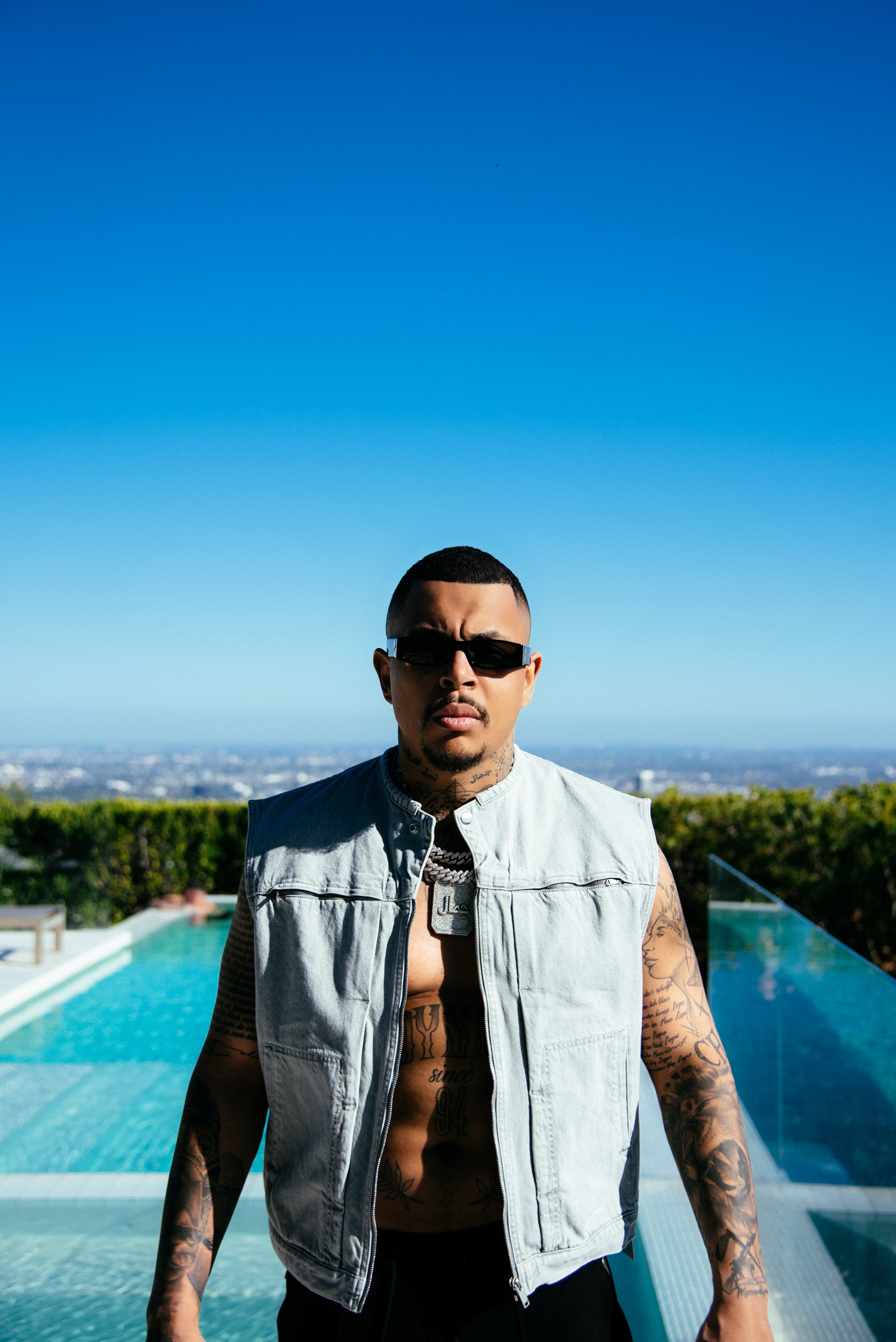
Luciano (2022)

1. 2018 – Roli Glitzer Glitzer (1 Woche; 26. Oktober – 1. November; Capital Bra feat. Eno & Luciano)
2. 2019 – Royal Rumble (1 Woche; 21. Juni – 27. Juni; Capital Bra, Kalazh44 & Samra feat. Luciano & Nimo)
3. 2021 – 2CB (1 Woche; 17. September – 23. September; RAF Camora feat. Luciano)
4. 2022 – Beautiful Girl (6 Wochen; 6. Mai – 16. Juni)
5. 2022 – Bamba (2 Wochen; 30. September – 6. Oktober, 14. Oktober – 20. Oktober; feat. Aitch & Bia)
6. 2023 – All Night (1 Woche; 7. April – 13. April; RAF Camora feat. Luciano)
7. 2024 – Wonderful Life (1 Woche; 5. Januar – 11. Januar; 6PM Records feat. Hurts, Luciano & Sira)
8. 2024 – Time (1 Woche; 12. Januar – 18. Januar)

### The Sweet

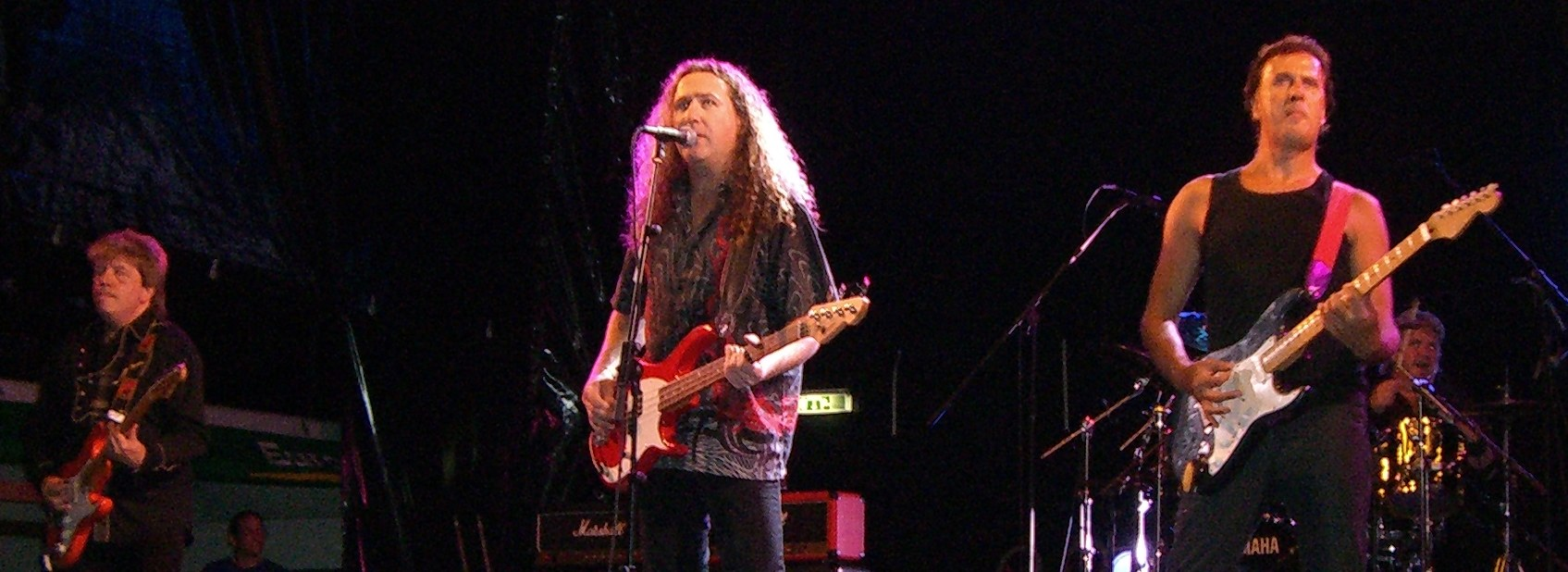
The Sweet (2006)

1. 1971 – Co-Co (7 Wochen; 30. August – 10. Oktober, 18. Oktober – 24. Oktober)
2. 1972 – Little Willy (1 Woche; 14. August – 20. August)
3. 1972 – Wig-Wam Bam (8 Wochen; 30. Oktober – 24. Dezember)
4. 1973 – Block Buster! (4 Wochen; 26. Februar – 18. März, 2. April – 8. April)
5. 1973 – Hell Raiser (2 Wochen; 23. Juli – 5. August)
6. 1973 – The Ballroom Blitz (1 Woche; 22. Oktober – 28. Oktober)
7. 1974 – Teenage Rampage (7 Wochen; 18. Februar – 31. März, 8. April – 14. April)
8. 1975 – Fox on the Run (6 Wochen; 14. April – 20. April, 12. Mai – 15. Juni)

### The Rolling Stones

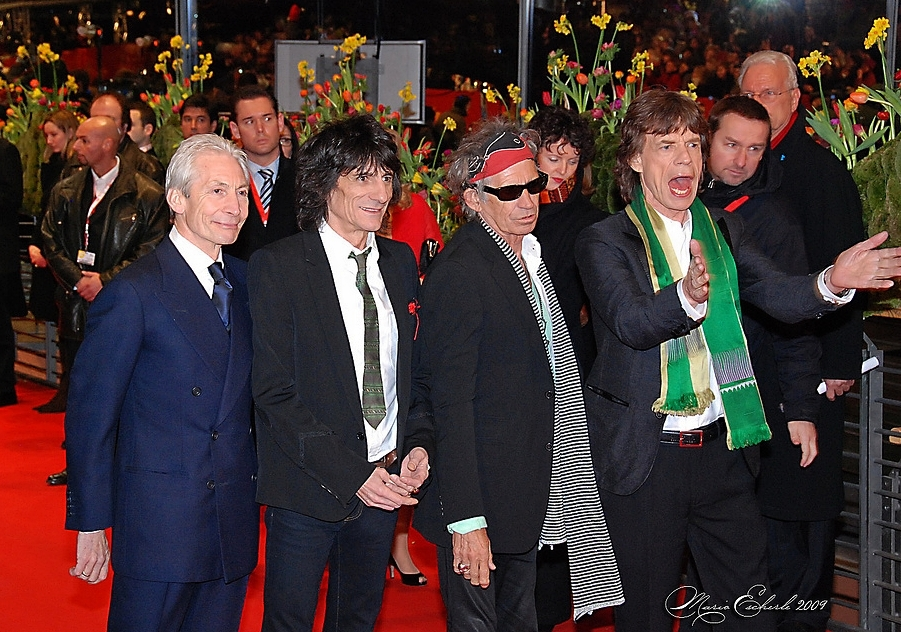
The Rolling Stones (2008)

1. 1965 – The Last Time (1 Monat; 1. Juni – 30. Juni)
2. 1965 – (I Can’t Get No) Satisfaction (1½ Monate; 15. Oktober – 30. November)
3. 1966 – Get Off of My Cloud (½ Monat; 1. Januar – 14. Januar)
4. 1966 – 19th Nervous Breakdown / As Tears Go By (½ Monat; 1. April – 14. April)
5. 1967 – Let’s Spend the Night Together (1 Monat; 1. April – 30. April)
6. 1968 – Jumpin’ Jack Flash (½ Monat; 1. August – 14. August)
7. 2020 – Living in a Ghost Town (1 Woche; 3. Juli – 9. Juli)

### Shirin David

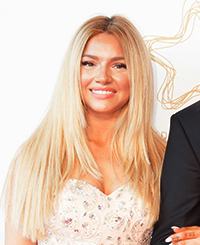
Shirin David (2015)

1. 2019 – Gib ihm (2 Wochen; 1. März – 14. März)
2. 2020 – 90-60-111 (1 Woche; 1. Mai – 7. Mai)
3. 2021 – Ich darf das (2 Wochen; 21. Mai – 3. Juni)
4. 2021 – Lieben wir (1 Woche; 9. Juli – 15. Juli)
5. 2021 – Be a Hoe/Break a Hoe (1 Woche; 5. November – 11. November; feat. Kitty Kat)
6. 2024 – Bauch Beine Po (6 Wochen; 2. August – 12. September)

### Loredana

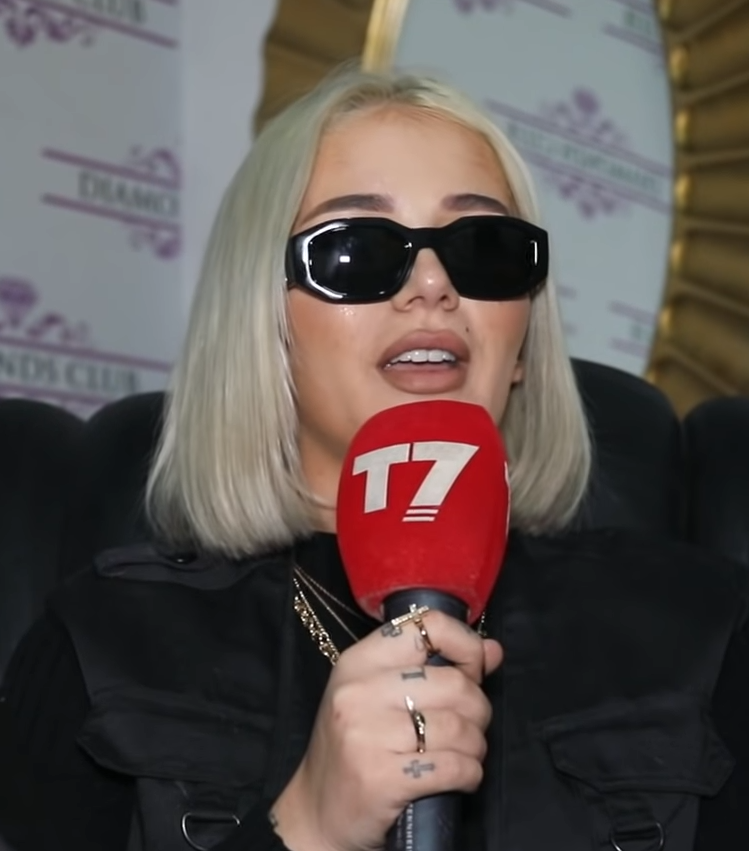
Loredana (2019)

1. 2019 – Kein Plan (1 Woche; 13. September – 19. September; feat. Mero)
2. 2020 – Kein Wort (2 Wochen; 24. Januar – 6. Februar; mit Juju)
3. 2020 – Angst (1 Woche; 13. März – 19. März; feat. Rymez)
4. 2020 – Du bist mein (1 Woche; 3. April – 9. April; mit Zuna)
5. 2020 – Nicht verdient (1 Woche; 8. Mai – 14. Mai; mit Capital Bra)
6. 2021 – Rosenkrieg (1 Woche; 4. Juni – 10. Juni; mit Mozzik)

### Mero

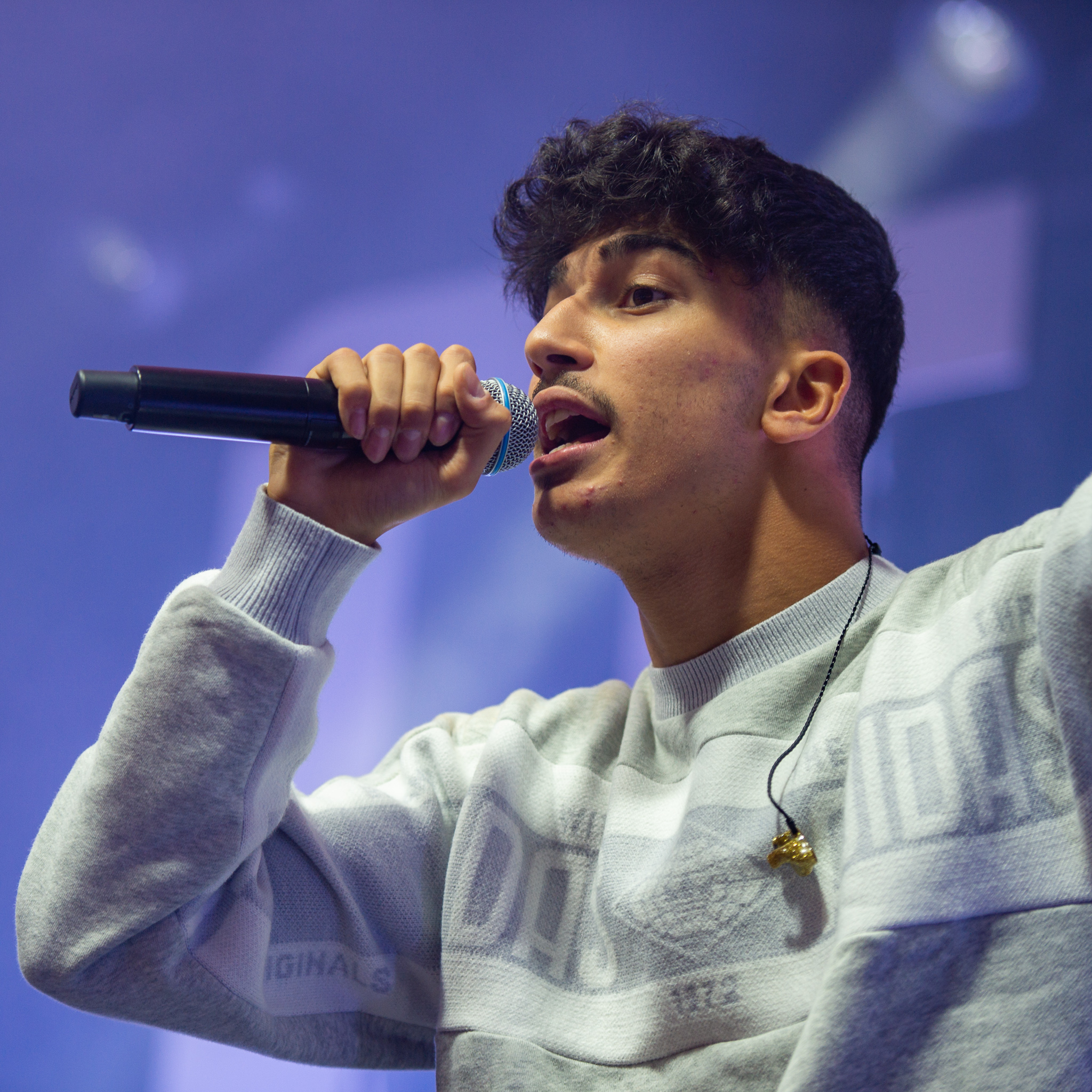
Mero (2019)

1. 2018 – Baller los (1 Woche; 30. November – 6. Dezember)
2. 2019 – Hobby Hobby (1 Woche; 25. Januar – 31. Januar)
3. 2019 – Ferrari (1 Woche; 15. Februar – 21. Februar; Eno feat. Mero)
4. 2019 – Wolke 10 (1 Woche; 15. März – 21. März)
5. 2019 – Kein Plan (1 Woche; 13. September – 19. September; Loredana feat. Mero)
6. 2023 – Sie weiß (2 Wochen; 13. Januar – 19. Januar; Ayliva feat. Mero)

### Freddy Quinn

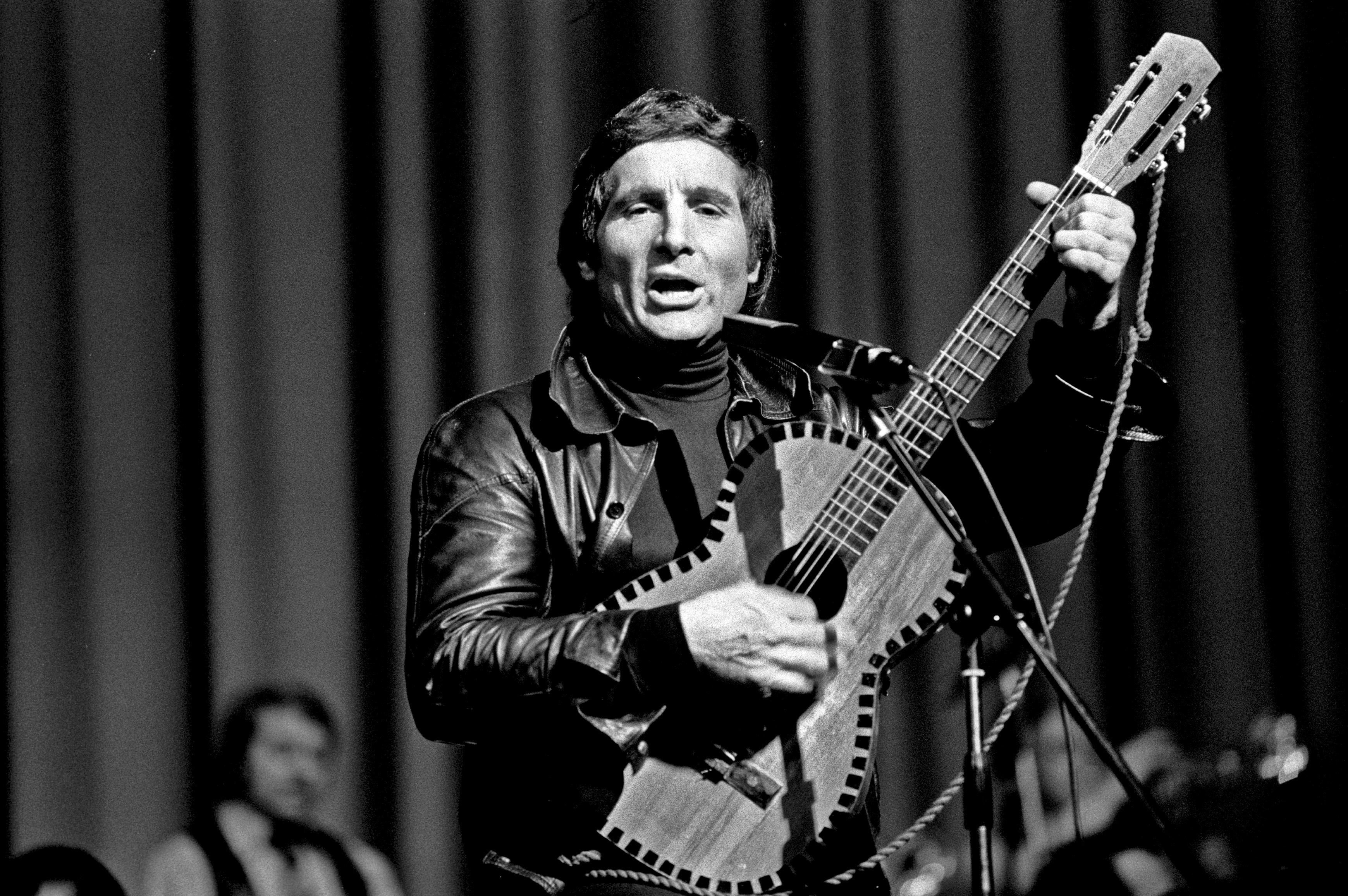
Freddy Quinn (1971)

1. 1956 – Heimweh (Dort, wo die Blumen blüh’n) (5 Monate; 1. Juni – 31. Oktober)
2. 1959 – Die Gitarre und das Meer (4 Monate; 1. April – 31. Juli)
3. 1959 – Unter fremden Sternen (Fährt ein weißes Schiff nach Hongkong) (1 Monat; 1. November – 30. November)
4. 1961 – La Paloma (1 Monat; 1. September – 30. September)
5. 1963 – Junge, komm bald wieder (3 Monate; 1. Januar – 31. März)
6. 1966 – Hundert Mann und ein Befehl (½ Monat; 1. Juni – 14. Juni)

### RAF Camora

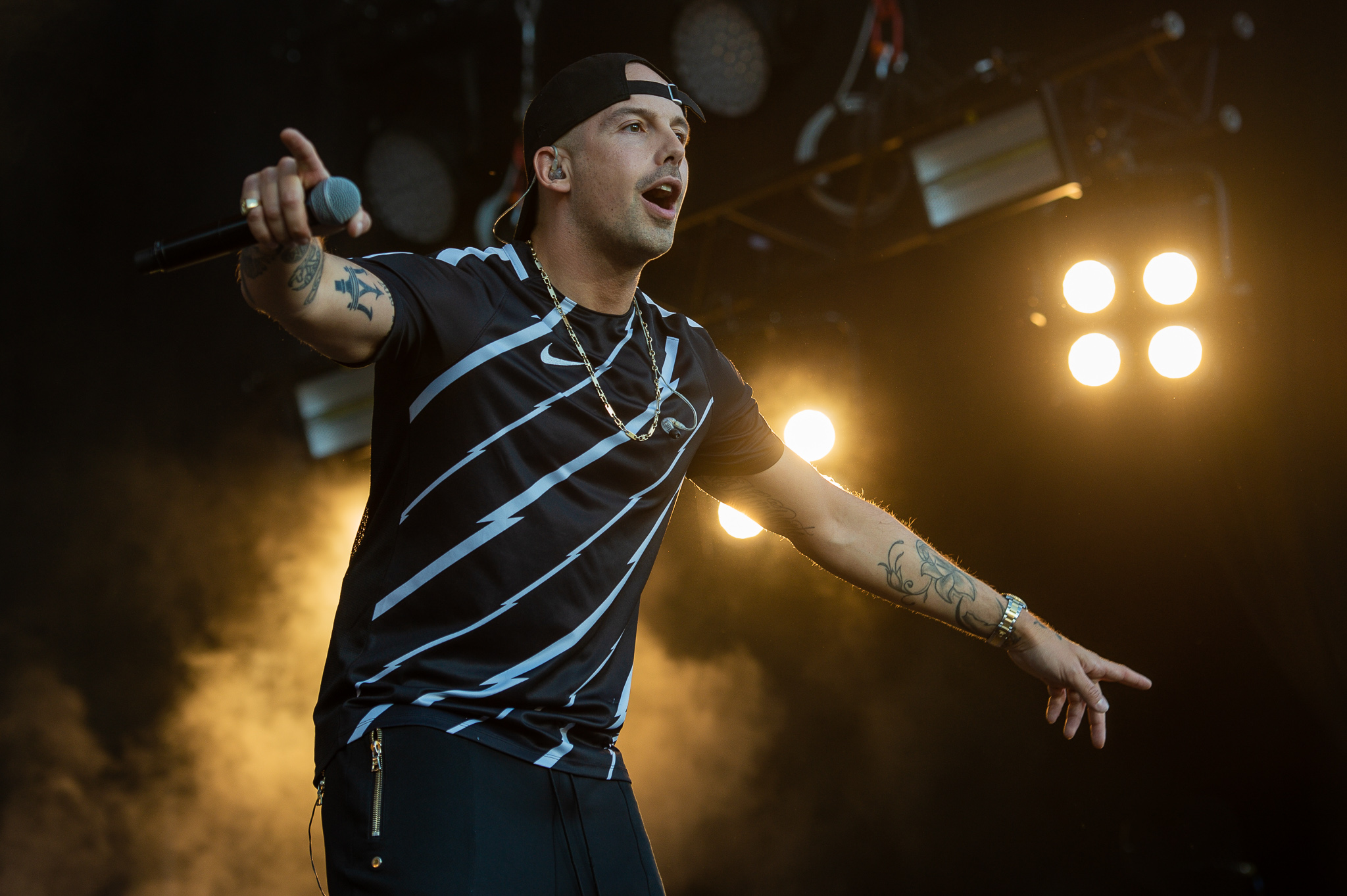
RAF Camora (2018)

1. 2018 – Kokain (1 Woche; 21. September – 27. September; mit Bonez MC feat. Gzuz)
2. 2018 – 500 PS (1 Woche; 12. Oktober – 18. Oktober; mit Bonez MC)
3. 2021 – Blaues Licht (1 Woche; 30. Juli – 5. August; feat. Bonez MC)
4. 2021 – 2CB (1 Woche; 17. September – 23. September; feat. Luciano)
5. 2023 – All Night (1 Woche; 7. April – 13. April; feat. Luciano)
6. 2023 – Liebe Grüße (1 Woche; 3 November – 9 November; feat. Ski Aggu)

### Die Ärzte

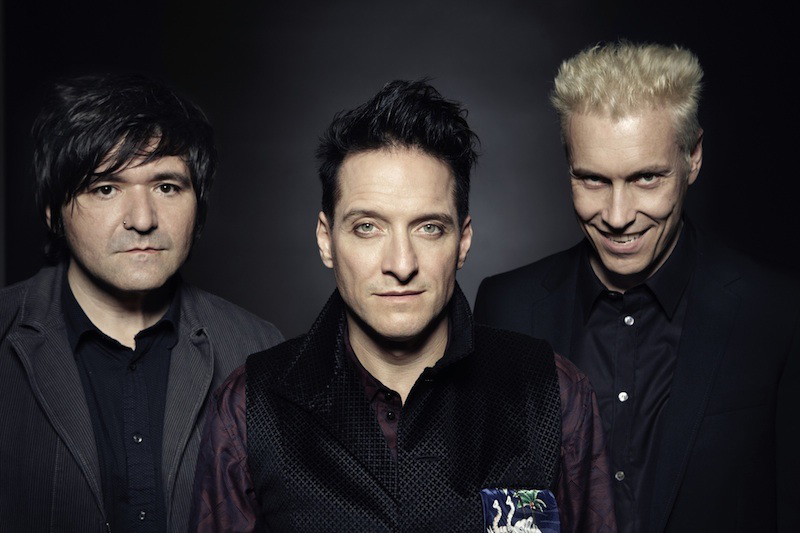
Die Ärzte (2012)

1. 1998 – Ein Schwein namens Männer (8 Wochen; 4. Mai – 28. Juni)
2. 2003 – Unrockbar (1 Woche; 29. September – 5. Oktober)
3. 2007 – Junge (1 Woche; 19. Oktober – 25. Oktober)
4. 2015 – Schrei nach Liebe (1 Woche; 11. September – 17. September)
5. 2020 – True Romance (1 Woche; 16. Oktober – 22. Oktober)

### Sarah Connor

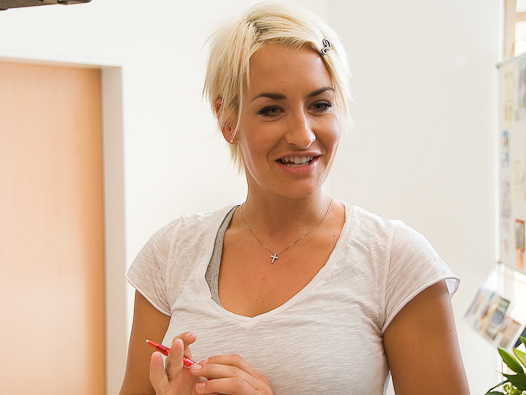
Sarah Connor (2009)

1. 2001 – From Sarah with Love (3 Wochen; 26. November – 16. Dezember)
2. 2003 – Music Is the Key (1 Woche; 15. Dezember – 21. Dezember; feat. Naturally 7)
3. 2004 – Just One Last Dance (1 Woche; 15. März – 21. März; feat. Natural)
4. 2004 – Living to Love You (2 Wochen; 13. Dezember – 26. Dezember)
5. 2005 – From Zero to Hero (3 Wochen; 21. März – 27. März, 4. April – 17. April)

### Cro

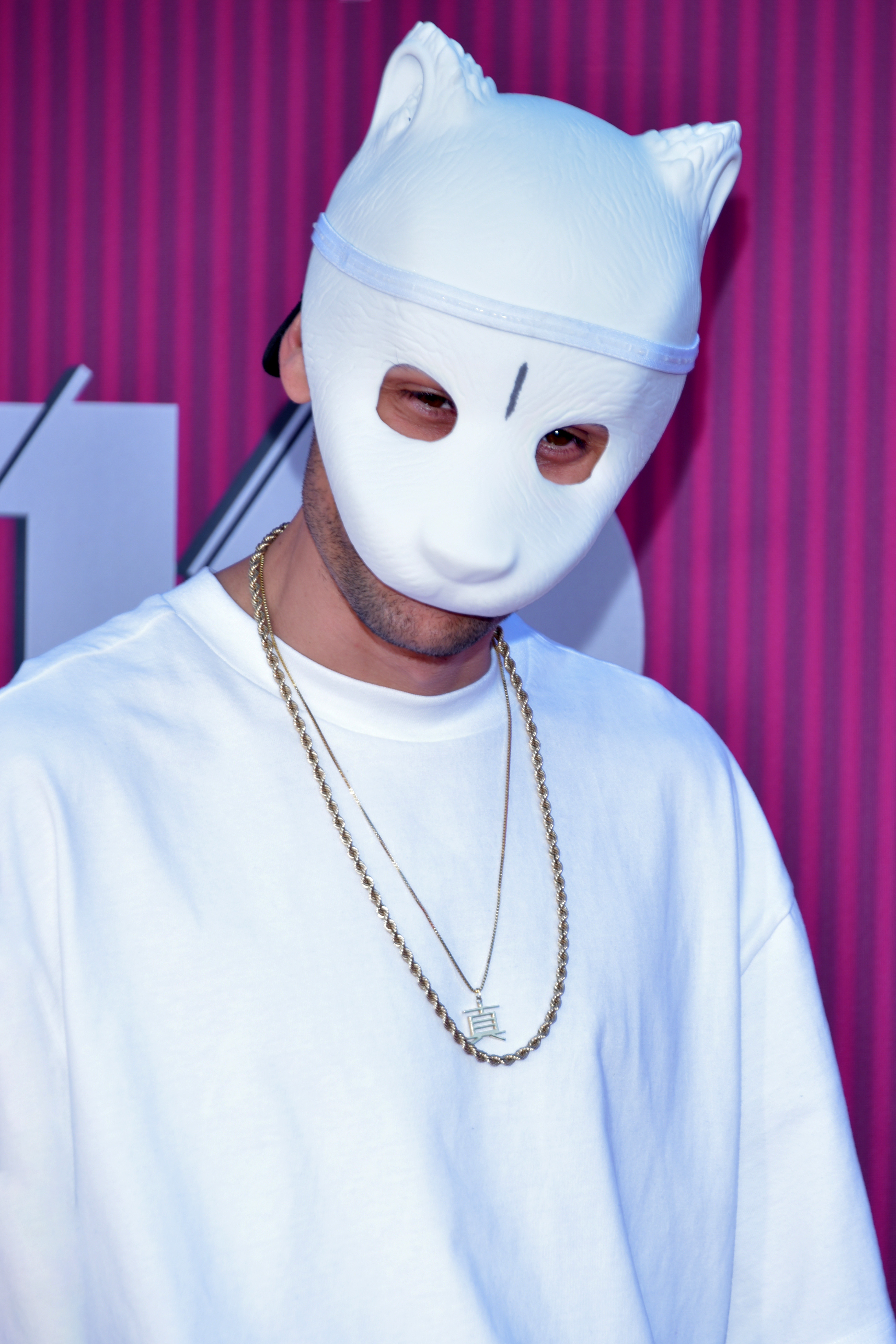
Cro (2019)

1. 2013 – Whatever (1 Woche; 12. Juli – 18. Juli)
2. 2014 – Traum (4 Wochen; 23. Mai – 19. Juni)
3. 2014 – Do They Know It’s Christmas? (Deutsche Version) (2 Wochen; 5. Dezember – 18. Dezember; mit Band Aid 30 Germany)
4. 2015 – Bye Bye (3 Wochen; 3. Juli – 23. Juli)
5. 2020 – Frühstück in Paris (1 Woche; 28. August – 3. September; Capital Bra feat. Cro)

### David Guetta

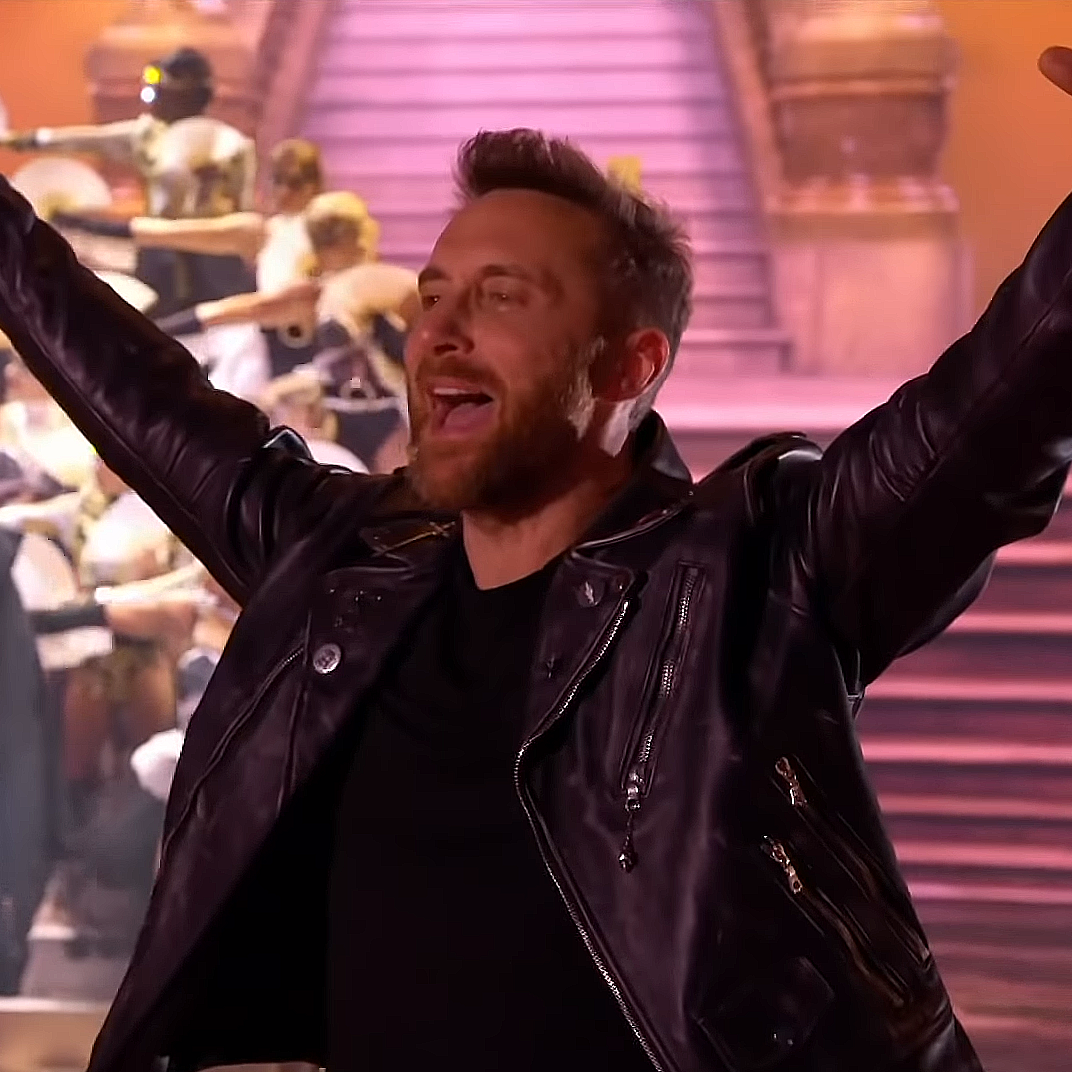
David Guetta (2018)

1. 2009 – Sexy Bitch (1 Woche; 9. Oktober – 15. Oktober; feat. Akon)
2. 2014 – Lovers on the Sun (7 Wochen; 15. August – 2. Oktober; feat. Sam Martin)
3. 2014 – Dangerous (6 Wochen; 21. November – 4. Dezember, 19. Dezember 2014 – 15. Januar 2015; feat. Sam Martin)
4. 2016 – This One’s for You (1 Woche; 17. Juni – 23. Juni; feat. Zara Larsson)
5. 2023 – I’m Good (Blue) (1 Woche; 6. Januar – 12. Januar; mit Bebe Rexha)

### Katja Krasavice

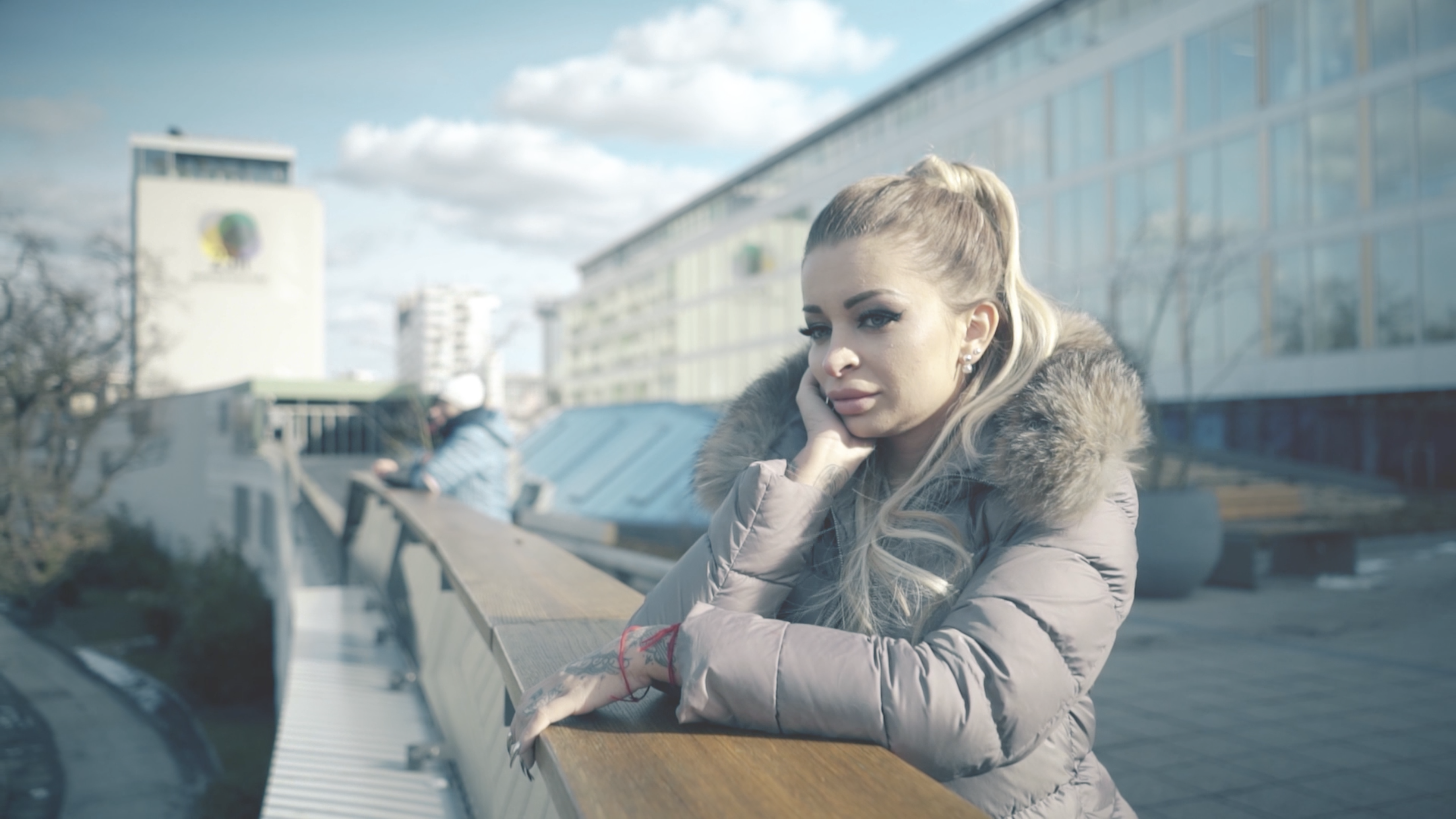
Katja Krasavice (2018)

1. 2021 – Highway (1 Woche; 15. Januar – 21. Januar; feat. Elif)
2. 2021 – Best Friend (Remix) (1 Woche; 30. April – 6. Mai; Saweetie feat. Doja Cat & Katja Krasavice)
3. 2021 – Pussy Power (1 Woche; 24. September – 30. September)
4. 2021 – Raindrops (1 Woche; 12. November – 18. November; feat. Leony)
5. 2024 – One Night Stand (1 Woche; 16. Februar – 22. Februar; mit Finch & Luca-Dante Spadafora feat. Niklas Dee)

### Modern Talking

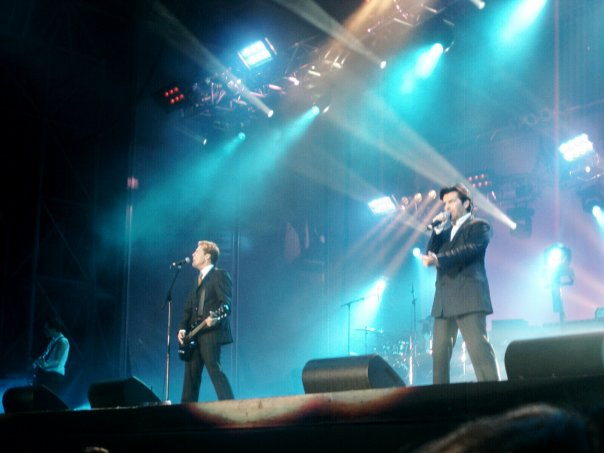
Modern Talking (2003)

1. 1985 – You’re My Heart, You’re My Soul (6 Wochen; 4. März – 14. April)
2. 1985 – You Can Win If You Want (1 Woche; 3. Juni – 9. Juni)
3. 1985 – Cheri, Cheri Lady (4 Wochen; 14. Oktober – 10. November)
4. 1986 – Brother Louie (4 Wochen; 10. März – 6. April)
5. 1986 – Atlantis Is Calling (S. O. S. for Love) (4 Wochen; 16. Juni – 13. Juli)

### Rihanna

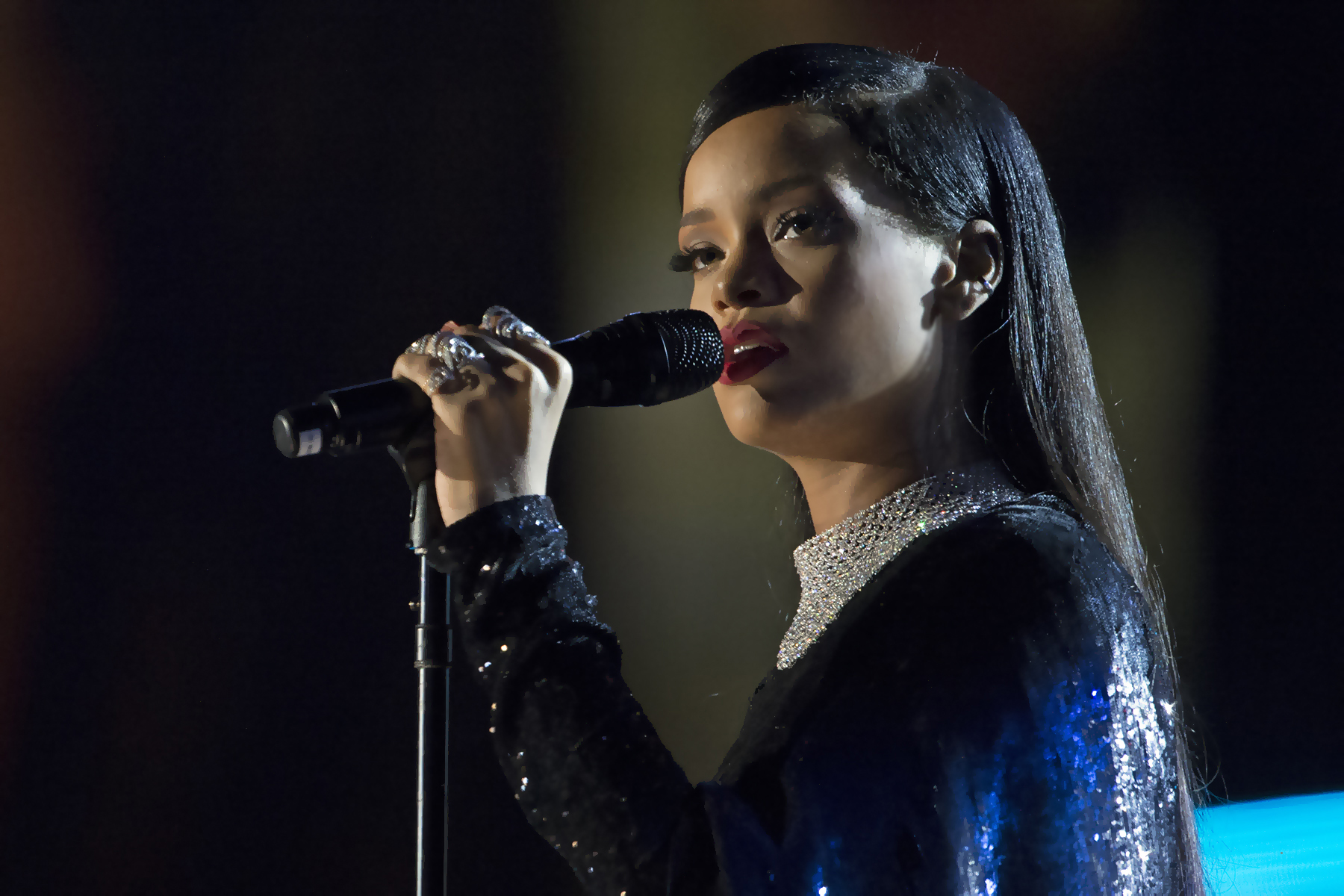
Rihanna (2014)

1. 2007 – Umbrella (5 Wochen; 8. Juni – 12. Juli; feat. Jay-Z)
2. 2007 – Don’t Stop the Music (2 Wochen; 5. Oktober – 18. Oktober)
3. 2010 – Love the Way You Lie (2 Wochen; 24. September – 7. Oktober; Eminem feat. Rihanna)
4. 2011 – We Found Love (4 Wochen; 28. Oktober – 3. November 11. November – 24. November; feat. Calvin Harris)
5. 2012 – Diamonds (10 Wochen; 2. November 2012 – 10. Januar 2013)

### Caterina Valente

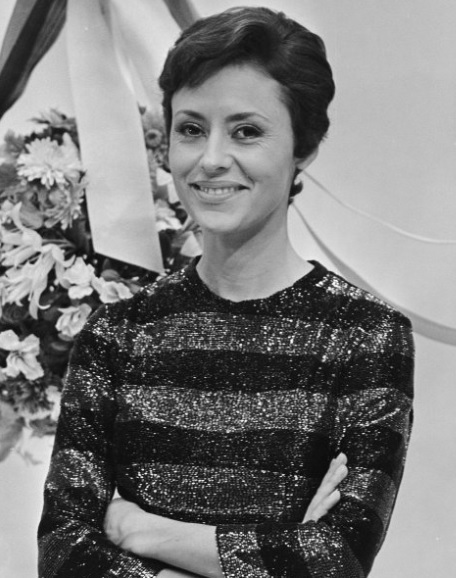
Caterina Valente

1. 1955 – Ganz Paris träumt von der Liebe (5 Monate; 1. März – 31. Juli; mit Orchester Mike Firestone)
2. 1956 – Steig in das Traumboot der Liebe (2 Monate; 1. April – 31. Mai; mit Silvio Francesco als Club Indonesia)
3. 1957 – Wo meine Sonne scheint (1 Monat; 1. Dezember – 31. Dezember)
4. 1960 – Itsy Bitsy Teenie Weenie Honolulu-Strand-Bikini (1 Monat; 1. September – 30. September; mit Silvio Francesco als Club Honolulu)
5. 1960 – Ein Schiff wird kommen (3 Monate; 1. Oktober – 30. November, 1. Januar 1961 – 31. Januar 1961)

## Autoren mit den meisten Nummer-eins-Singles
Diese Liste beinhaltet alle Autoren (Musik und Text) – in chronologischer Reihenfolge nach Anzahl absteigend – die sich mit mindestens fünf Singles an der Spitze der deutschen Singlecharts platzieren konnten, sowie eine detaillierte Auflistung aller Singles von Künstlern mit mindestens zehn Nummer-eins-Erfolgen.
- 23:  Dieter Bohlen / Steve Benson
- 22:  Vladislav Balovatsky (Capital Bra)
- 20:  The Cratez (David Kraft & Tim Wilke)
- 19:  Konstantin Scherer (Djorkaeff) und  Vincent Stein (Beatzarre)
- 15:  Kurt Feltz / Jonny Bartels und  Paul McCartney
- 13:  John Lennon
- 12:  Hussein Akkouche (Samra) und  Volkan Yaman (Apache 207)
- 11:  Joshua Allery (Miksu),  Benny Andersson,  Laurin Auth (Macloud),  Michael Chapman (Mike Chapman),  Nicholas Chinn (Nicky Chinn) und  Björn Ulvaeus
- 10:  Max Martin
- 09:  John Lorenz Moser (Bonez MC)
- 08:  Patrick Großmann (Luciano)
- 07:  Robin Gibb,  Mick Jagger,  Keith Richards und   Konstantinos Tzikas (Greckoe)
- 06:  Shirin David,  Stig Anderson,  Frank Farian,   Barry Gibb,   Maurice Gibb,  Lukasz Gottwald (Dr. Luke),  David Jost,   Enes Meral (Mero),  Raphael Ragucci (RAF Camora),  Marco Tscheschlok (Takt32),  Marcel Uhde (Juh-Dee) und  Loredana Zefi (Loredana)
- 05:  William Adams (Will.i.am),  Ernst Bader,  Hans Bradtke,  Georg Buschor,  Kay Denar,  Herbert Grönemeyer,  David Guetta,  Mohamad Hoteit (The Royals),  Hans Hee / Johannes Jorge,  Fred Jay,  Wolfgang Roloff / Wolf Hausmann (Ronny),  Farin Urlaub,  Stock Aitken Waterman und  Rob Tyger

### Dieter Bohlen

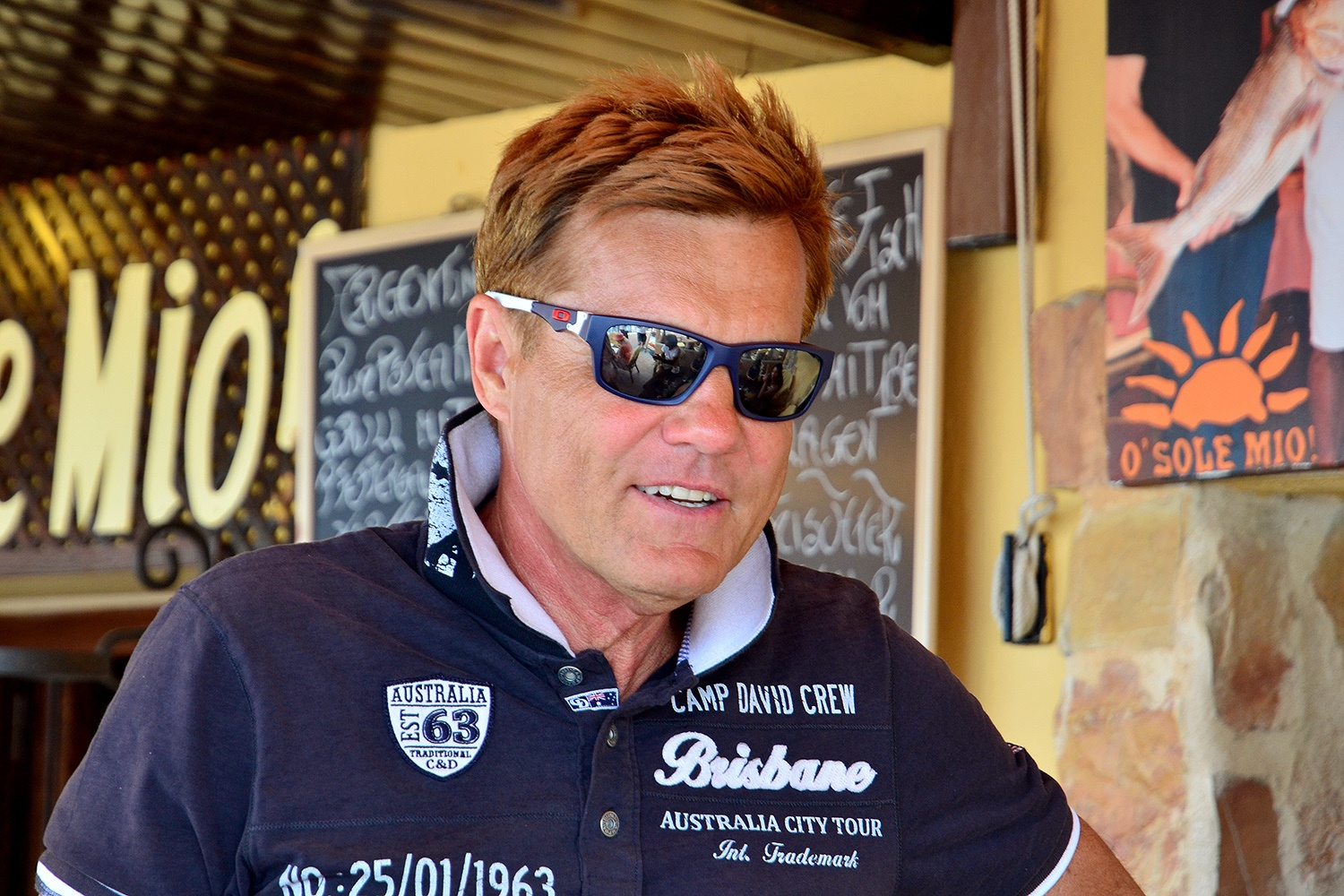
Dieter Bohlen (2013)

1. 1985 – You’re My Heart, You’re My Soul (6 Wochen; 4. März – 14. April)
2. 1985 – You Can Win If You Want (1 Woche; 3. Juni – 9. Juni)
3. 1985 – Cheri, Cheri Lady (4 Wochen; 14. Oktober – 10. November)
4. 1986 – Brother Louie (4 Wochen; 10. März – 6. April)
5. 1986 – Midnight Lady (6 Wochen; 5. Mai – 15. Juni)
6. 1986 – Atlantis Is Calling (S. O. S. for Love) (4 Wochen; 16. Juni – 13. Juli)
7. 2003 – We Have a Dream (6 Wochen; 13. Januar – 23. Februar)
8. 2003 – Take Me Tonight (3 Wochen; 31. März – 13. April, 21. April – 27. April)
9. 2003 – You Drive Me Crazy (2 Wochen; 14. April – 20. April, 28. April – 4. Mai)
10. 2003 – Für dich (6 Wochen; 19. Mai – 29. Juni)
11. 2003 – Free Like the Wind (2 Wochen; 10. November – 23. November)
12. 2004 – Du hast mein Herz gebrochen (1 Woche; 26. Januar – 1. Februar)
13. 2007 – Now or Never (2 Wochen; 25. Mai – 7. Juni)
14. 2007 – You Can Get It (4 Wochen; 13. Juli – 19. Juli, 27. Juli – 16. August)
15. 2008 – Summer Love (3 Wochen; 16. Mai – 5. Juni)
16. 2009 – Anything but Love (3 Wochen; 29. Mai – 18. Juni)
17. 2010 – Don’t Believe (4 Wochen; 30. April – 27. Mai)
18. 2011 – Call My Name (4 Wochen; 20. Mai – 16. Juni)
19. 2012 – Don’t Think About Me (1 Woche; 11. Mai – 17. Mai)
20. 2013 – Mein Herz (1 Woche; 24. Mai – 30. Mai)
21. 2016 – Glücksmoment (1 Woche; 13. Mai – 19. Mai)
22. 2019 – Cherry Lady (1 Woche; 29. März – 4. April)
23. 2020 – Eine Nacht (1 Woche; 10. April – 16. April)

### Vladislav Balovatsky (Capital Bra)

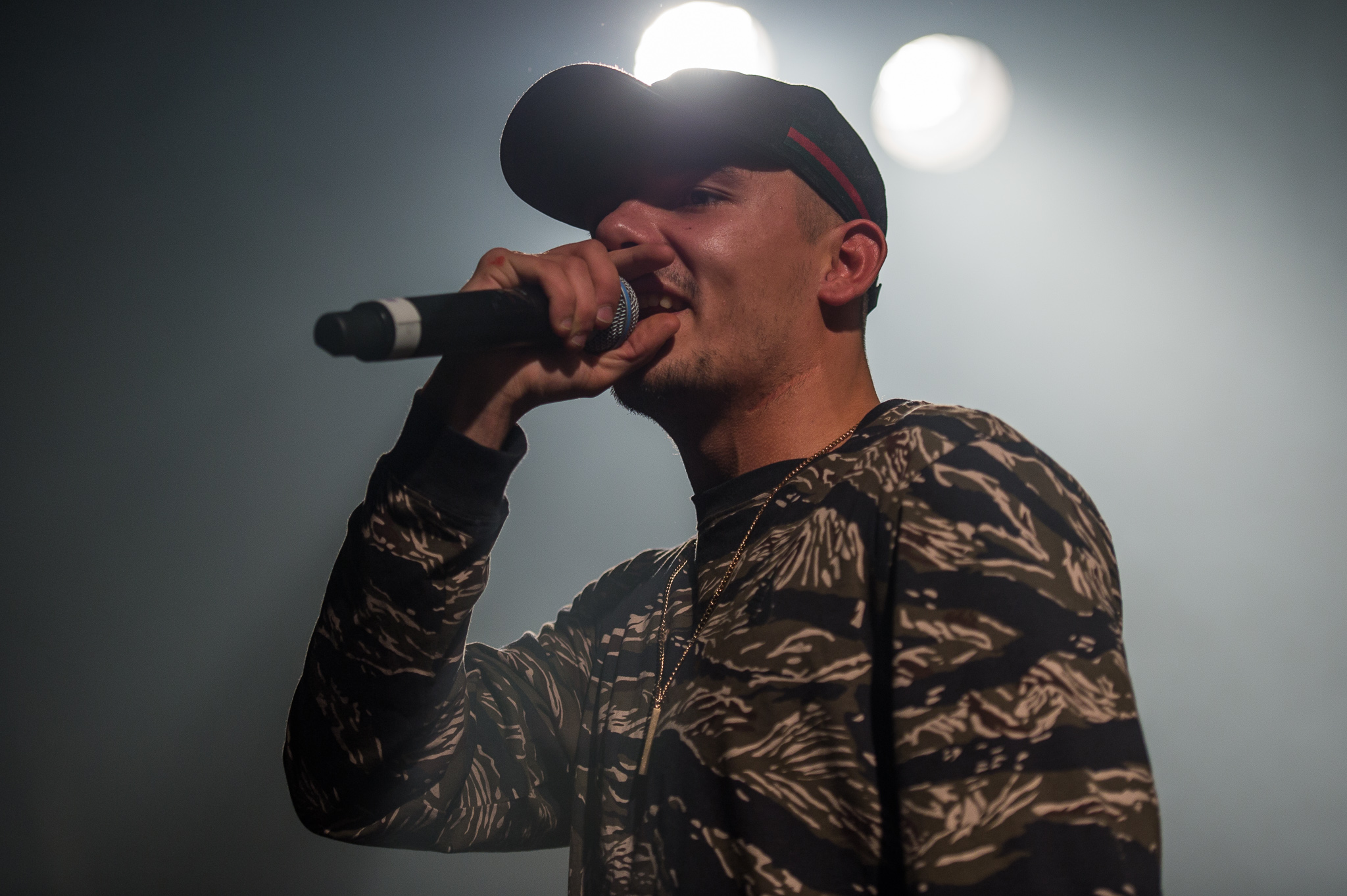
Capital Bra (2018)

1. 2018 – 5 Songs in einer Nacht (1 Woche; 13. April – 19. April)
2. 2018 – Neymar (3 Wochen; 4. Mai – 24. Mai)
3. 2018 – One Night Stand (2 Wochen; 1. Juni – 14. Juni)
4. 2018 – Berlin lebt (1 Woche; 15. Juni – 21. Juni)
5. 2018 – Für euch alle (1 Woche; 13. Juli – 19. Juli)
6. 2018 – Melodien (1 Woche; 10. August – 16. August)
7. 2018 – Roli Glitzer Glitzer (1 Woche; 26. Oktober – 1. November)
8. 2018 – Benzema (1 Woche; 28. Dezember 2018 – 3. Januar 2019)
9. 2019 – Prinzessa (2 Wochen; 1. Februar – 14. Februar)
10. 2019 – DNA (1 Woche; 22. Februar – 28. Februar)
11. 2019 – Wir ticken (1 Woche; 22. März – 28. März)
12. 2019 – Cherry Lady (1 Woche; 29. März – 4. April)
13. 2019 – Wieder Lila (2 Wochen; 24. Mai – 6. Juni)
14. 2019 – Royal Rumble (1 Woche; 21. Juni – 27. Juni)
15. 2019 – Tilidin (2 Wochen; 28. Juni – 11. Juli)
16. 2019 – Zombie (1 Woche; 19. Juli – 25. Juli)
17. 2019 – Nummer 1 (1 Woche; 30. August – 5. September)
18. 2019 – 110 (2 Wochen; 27. September – 10. Oktober)
19. 2019 – Der Bratan bleibt der gleiche (1 Woche; 6. Dezember – 12. Dezember)
20. 2020 – Baby (1 Woche; 7. Februar – 13. Februar)
21. 2020 – Nicht verdient (1 Woche; 8. Mai – 14. Mai)
22. 2020 – Frühstück in Paris (1 Woche; 28. August – 3. September)

### The Cratez (David Kraft & Tim Wilke)

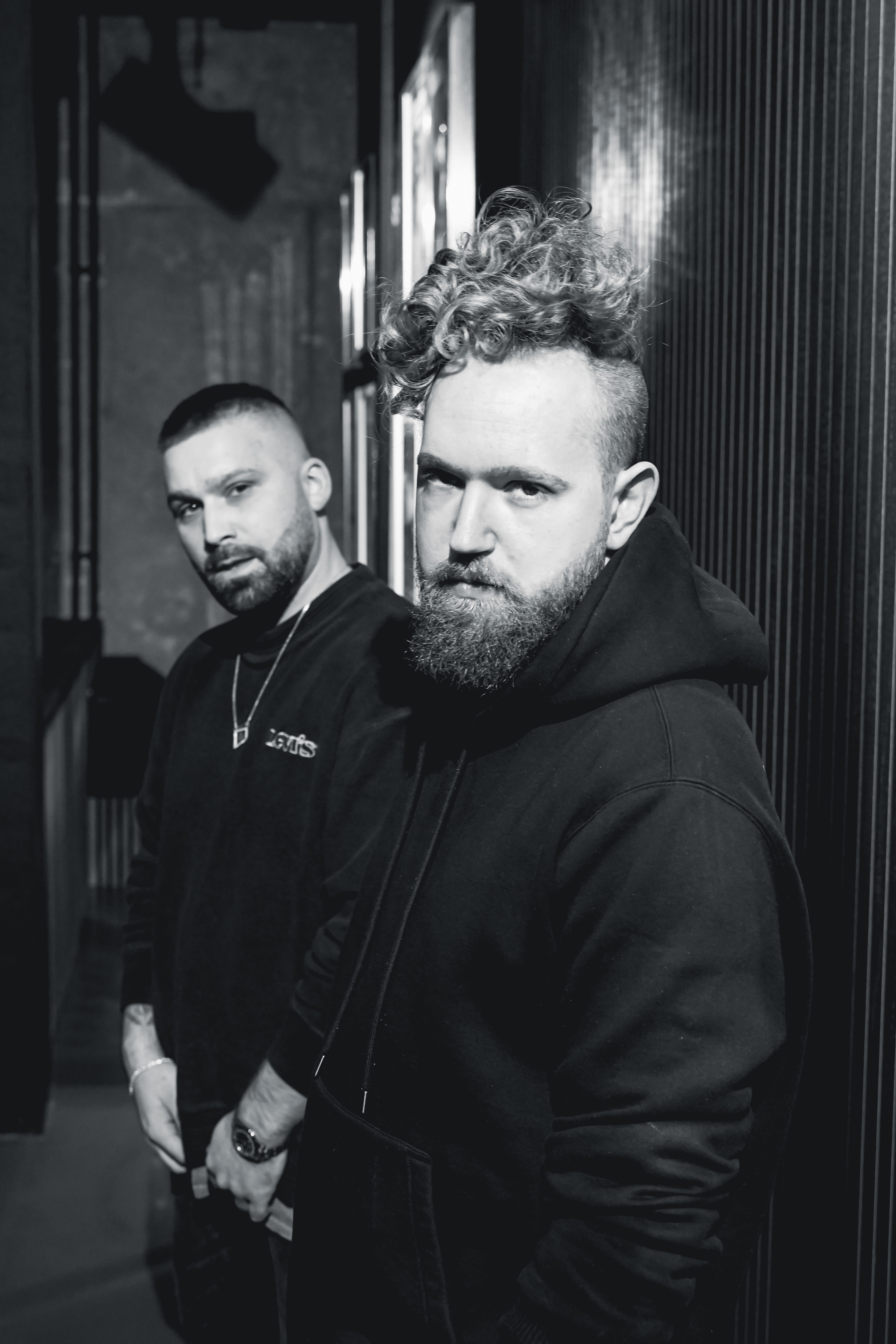
The Cratez (2022)

1. 2017 – Was du Liebe nennst (9 Wochen; 13. Oktober – 7. Dezember)
2. 2018 – 5 Songs in einer Nacht (1 Woche; 13. April – 19. April)
3. 2018 – Neymar (3 Wochen; 4. Mai – 24. Mai)
4. 2018 – One Night Stand (2 Wochen; 1. Juni – 14. Juni)
5. 2018 – Berlin lebt (1 Woche; 15. Juni – 21. Juni)
6. 2018 – Für euch alle (1 Woche; 13. Juli – 19. Juli)
7. 2018 – Melodien (1 Woche; 10. August – 16. August)
8. 2018 – Kokain (1 Woche; 21. September – 27. September)
9. 2018 – 500 PS (1 Woche; 12. Oktober – 18. Oktober)
10. 2020 – Roadrunner (1 Woche; 29. Mai – 4. Juni)
11. 2020 – Emotions (1 Woche; 19. Juni – 25. Juni)
12. 2020 – Big Body Benz (1 Woche; 26. Juni – 2. Juli)
13. 2020 – Fuckst mich nur ab (1 Woche; 11. September – 17. September)
14. 2020 – Angeklagt (3 Wochen; 30. Oktober – 19. November)
15. 2021 – Extasy (1 Woche; 14. Mai – 20. Mai)
16. 2021 – Blaues Licht (1 Woche; 30. Juli – 5. August)
17. 2021 – 2CB (1 Woche; 17. September – 23. September)
18. 2023 – All Night (1 Woche; 7. April – 13. April)
19. 2023 – Liebe Grüße (1 Woche; 3. November – 9. November)
20. 2024 – Bauch Beine Po (6 Wochen; 2. August – 12. September)

### Konstantin Scherer (Djorkaeff) und Vincent Stein (Beatzarre)

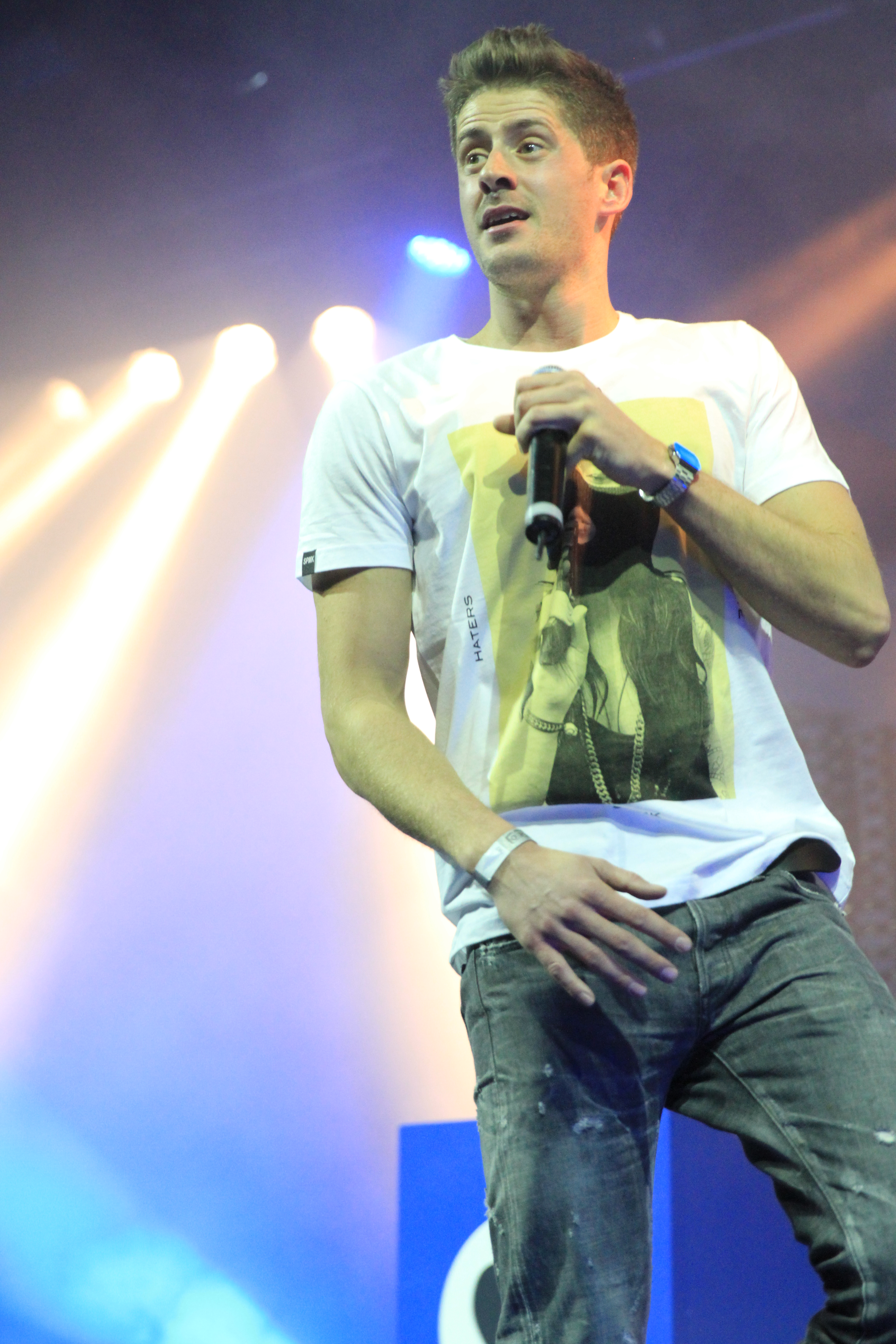
Beatzarre (2014)

1. 2014 – The One (1 Woche; 16. Mai – 22. Mai)
2. 2018 – Roli Glitzer Glitzer (1 Woche; 26. Oktober – 1. November)
3. 2018 – Benzema (1 Woche; 28. Dezember 2018 – 3. Januar 2019)
4. 2019 – Prinzessa (2 Wochen; 1. Februar – 14. Februar)
5. 2019 – Wir ticken (1 Woche; 22. März – 28. März)
6. 2019 – Harami (1 Woche; 12. April – 18. April)
7. 2019 – Wieder Lila (2 Wochen; 24. Mai – 6. Juni)
8. 2019 – Tilidin (2 Wochen; 28. Juni – 11. Juli)
9. 2019 – Zombie (1 Woche; 19. Juli – 25. Juli)
10. 2019 – Nummer 1 (1 Woche; 30. August – 5. September)
11. 2019 – 110 (2 Wochen; 27. September – 10. Oktober)
12. 2019 – Der Bratan bleibt der gleiche (1 Woche; 6. Dezember – 12. Dezember)
13. 2020 – Nicht verdient (1 Woche; 8. Mai – 14. Mai)
14. 2020 – Frühstück in Paris (1 Woche; 28. August – 3. September)
15. 2020 – Rohdiamant ٢٠٢٠ (1 Woche; 9. Oktober – 15. Oktober)
16. 2020 – Kennst du das ?! (1 Woche; 20. November – 26. November)
17. 2023 – Summertime (1 Woche; 18. August – 24. August)
18. 2023 – Die Sonne (1 Woche; 17. November – 23. November)
19. 2024 – Lieb mich (1 Woche; 23. Februar – 29. Februar)

### Kurt Feltz
1. 1954 – Wir, wir, wir haben ein Klavier (2 Monate; 1. März – 30. April)
2. 1955 – Ganz Paris träumt von der Liebe (5 Monate; 1. März – 31. Juli)
3. 1955 – Die Gypsy Band (2 Monate; 1. August – 30. September)
4. 1955 – He, Mister Banjo (1 Monat; 1. Oktober – 31. Oktober)
5. 1956 – Steig in das Traumboot der Liebe (2 Monate; 1. April – 31. Mai)
6. 1956 – Smoky (2 Monate; 1. November – 31. Dezember)
7. 1957 – Cindy, oh Cindy (5 Monate; 1. Februar – 30. Juni)
8. 1957 – Wo meine Sonne scheint (1 Monat; 1. Dezember – 31. Dezember)
9. 1959 – Souvenirs (1 Monat; 1. Oktober – 31. Oktober)
10. 1962 – Heißer Sand (2 Monate; 1. Mai – 30. Juni)
11. 1963 – Barcarole in der Nacht (1 Monat; 1. Juli – 31. Juli)
12. 1963 – Vom Stadtpark die Laternen (2 Monate; 1. Oktober – 30. November)
13. 1968 – Der letzte Walzer (½ Monat; 1. Februar – 14. Februar)
14. 1969 – Liebesleid (1 Monat; 1. April – 30. April)
15. 1982 – Adios Amor (5 Wochen; 23. August – 26. September)

### Paul McCartney

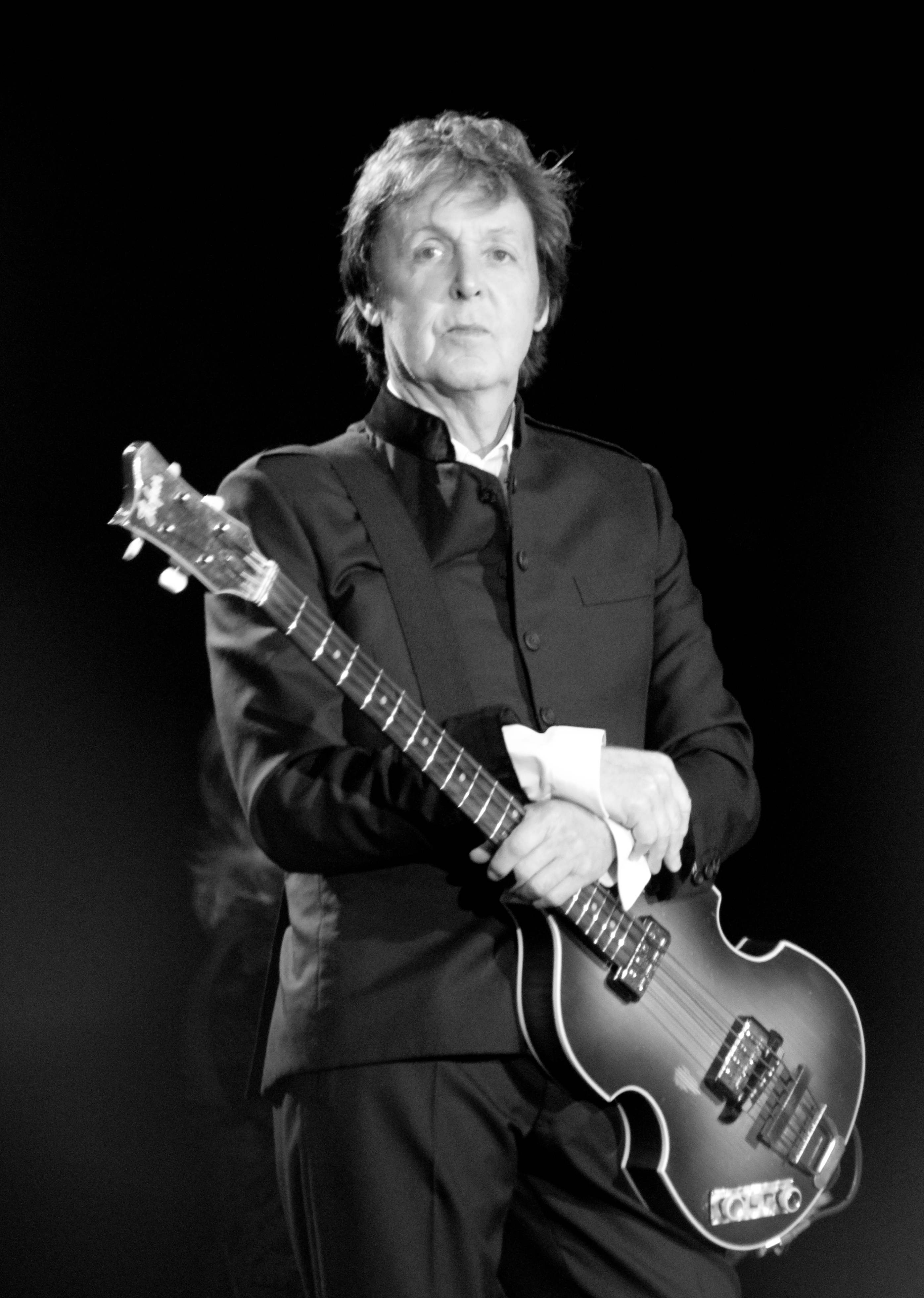
Paul McCartney (2010)

1. 1964 – I Want to Hold Your Hand / Komm, gib mir deine Hand (2 Monate; 1. März – 30. April)
2. 1966 – Paperback Writer (½ Monat; 15. Juli – 31. Juli)
3. 1966 – Yellow Submarine (1 Monat; 1. Oktober – 31. Oktober)
4. 1967 – Penny Lane (½ Monat; 1. Mai – 14. Mai)
5. 1967 – All You Need Is Love (1½ Monate; 15. August – 30. September)
6. 1968 – Hello, Goodbye (½ Monat; 1. Februar – 14. Februar)
7. 1968 – Hey Jude (½ Monat; 1. Oktober – 14. Oktober)
8. 1969 – Ob-La-Di, Ob-La-Da (1 Monat; 1. März – 31. März)
9. 1969 – Get Back (½ Monat; 1. Juni – 14. Juni)
10. 1969 – The Ballad of John and Yoko (½ Monat; 15. Juli – 31. Juli)
11. 1969 – Come Together (½ Monat; 1. Dezember – 14. Dezember)
12. 1978 – Mull of Kintyre (10 Wochen; 16. Januar – 26. März)
13. 1981 – Stars on 45 (7 Wochen; 25. Mai – 12. Juli)
14. 1982 – Ebony and Ivory (5 Wochen; 7. Juni – 11. Juli)
15. 2023 – Now and Then (1 Woche; 10. November – 16. November)

### John Lennon

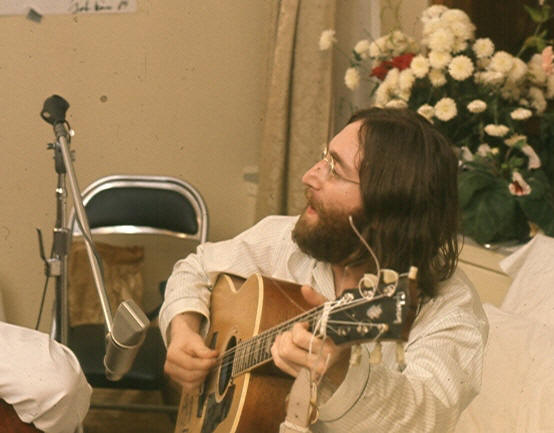
John Lennon (1969)

1. 1964 – I Want to Hold Your Hand / Komm, gib mir deine Hand (2 Monate; 1. März – 30. April)
2. 1966 – Paperback Writer (½ Monat; 15. Juli – 31. Juli)
3. 1966 – Yellow Submarine (1 Monat; 1. Oktober – 31. Oktober)
4. 1967 – Penny Lane (½ Monat; 1. Mai – 14. Mai)
5. 1967 – All You Need Is Love (1½ Monate; 15. August – 30. September)
6. 1968 – Hello, Goodbye (½ Monat; 1. Februar – 14. Februar)
7. 1968 – Hey Jude (½ Monat; 1. Oktober – 14. Oktober)
8. 1969 – Ob-La-Di, Ob-La-Da (1 Monat; 1. März – 31. März)
9. 1969 – Get Back (½ Monat; 1. Juni – 14. Juni)
10. 1969 – The Ballad of John and Yoko (½ Monat; 15. Juli – 31. Juli)
11. 1969 – Come Together (½ Monat; 1. Dezember – 14. Dezember)
12. 1981 – Stars on 45 (7 Wochen; 25. Mai – 12. Juli)
13. 2023 – Now and Then (1 Woche; 10. November – 16. November)

### Hussein Akkouche (Samra)
1. 2018 – Für euch alle (1 Woche; 13. Juli – 19. Juli)
2. 2018 – Cataleya (1 Woche; 16. November – 22. November)
3. 2019 – Wir ticken (1 Woche; 22. März – 28. März)
4. 2019 – Harami (1 Woche; 12. April – 18. April)
5. 2019 – Wieder Lila (2 Wochen; 24. Mai – 6. Juni)
6. 2019 – Royal Rumble (1 Woche; 21. Juni – 27. Juni)
7. 2019 – Tilidin (2 Wochen; 28. Juni – 11. Juli)
8. 2019 – Zombie (1 Woche; 19. Juli – 25. Juli)
9. 2019 – Nummer 1 (1 Woche; 30. August – 5. September)
10. 2019 – 110 (2 Wochen; 27. September – 10. Oktober)
11. 2020 – Rohdiamant ٢٠٢٠ (1 Woche; 9. Oktober – 15. Oktober)
12. 2020 – Kennst du das ?! (1 Woche; 20. November – 26. November)

### Volkan Yaman (Apache 207)

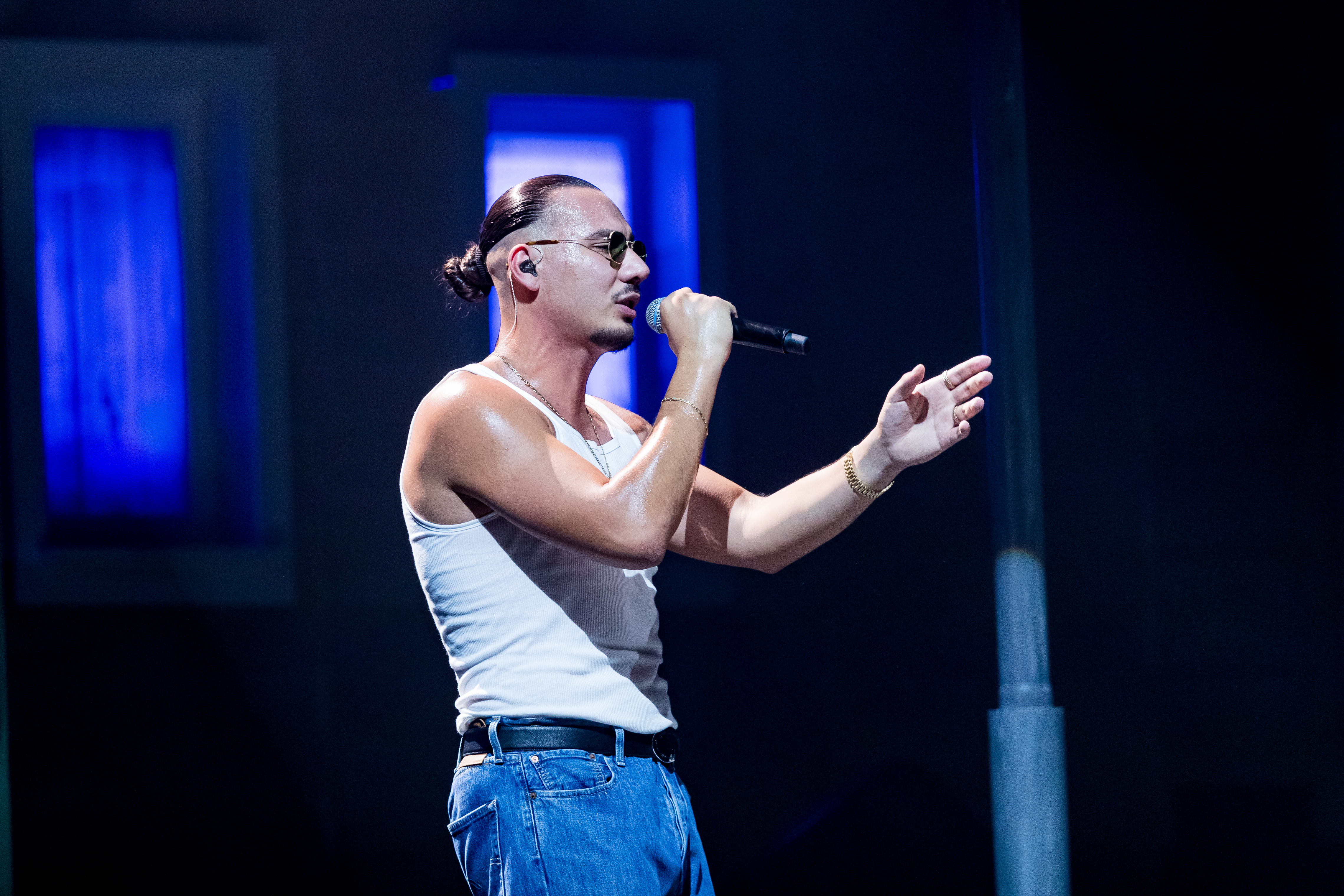
Apache 207 (2022)

1. 2019 – Roller (1 Woche; 6. September – 12. September)
2. 2019 – Wieso tust du dir das an? (1 Woche; 25. Oktober – 31. Oktober)
3. 2020 – Fame (2 Wochen; 15. Mai – 28. Mai)
4. 2020 – Boot (1 Woche; 12. Juni – 18. Juni)
5. 2020 – Bläulich (3 Wochen; 10. Juli – 30. Juli)
6. 2020 – Unterwegs (1 Woche; 31. Juli – 6. August)
7. 2020 – Sie ruft (1 Woche; 7. August – 13. August)
8. 2021 – Angst (1 Woche; 8. Januar – 14. Januar)
9. 2021 – Madonna (1 Woche; 26. Februar – 4. März)
10. 2021 – Kapitel II Vodka (1 Woche; 8. Oktober – 14. Oktober)
11. 2023 – Komet (21 Wochen; 3. Februar – 6. April, 14. April – 27. April, 5. Mai – 1. Juni, 7. Juli – 17. August)
12. 2024 – Wunder (7 Wochen; 3. Mai – 16. Mai, 14. Juni – 20. Juni, 19. Juli – 1. August)

### Joshua Allery (Miksu) und Laurin Auth (Macloud)
1. 2019 – DNA (1 Woche; 22. Februar – 28. Februar)
2. 2019 – Kein Plan (1 Woche; 13. September – 19. September)
3. 2019 – Wieso tust du dir das an? (1 Woche; 25. Oktober – 31. Oktober)
4. 2020 – Kein Wort (2 Wochen; 24. Januar – 6. Februar)
5. 2020 – Angst (1 Woche; 13. März – 19. März)
6. 2021 – Angst (1 Woche; 8. Januar – 14. Januar)
7. 2021 – Madonna (1 Woche; 26. Februar – 4. März)
8. 2021 – Kapitel II Vodka (1 Woche; 8. Oktober – 14. Oktober)
9. 2022 – Sehnsucht (4 Wochen; 11. März – 17. März, 25. März – 14. April)
10. 2022 – We Made It (1 Woche; 29. April – 5. Mai)
11. 2022 – Nachts wach (1 Woche; 9. September – 15. September)

### Benny Andersson und Björn Ulvaeus
1. 1974 – Waterloo (4 Wochen; 10. Juni – 16. Juni, 24. Juni – 14. Juli)
2. 1975 – SOS (7 Wochen; 15. September – 2. November)
3. 1976 – Mamma Mia (1 Woche; 9. Februar – 15. Februar)
4. 1976 – Fernando (7 Wochen; 3. Mai – 9. Mai, 17. Mai – 27. Juni)
5. 1976 – Dancing Queen (1 Woche; 20. September – 26. September)
6. 1976 – Money, Money, Money (5 Wochen; 20. Dezember 1976 – 23. Januar 1977)
7. 1977 – Knowing Me, Knowing You (2 Wochen; 11. April – 24. April)
8. 1980 – Super Trouper (5 Wochen; 22. Dezember 1980 – 4. Januar 1981, 12. Januar – 1. Februar 1981)
9. 1982 – One of Us (1 Woche; 4. Januar – 10. Januar)
10. 1985 – One Night in Bangkok (2 Wochen; 21. Januar – 3. Februar)
11. 2005 – Hung Up (9 Wochen; 18. November 2005 – 19. Januar 2006)

### Michael Chapman (Mike Chapman) und Nicholas Chinn (Nicky Chinn)
1. 1971 – Co-Co (7 Wochen; 30. August – 10. Oktober, 18. Oktober – 24. Oktober)
2. 1972 – Little Willy (1 Woche; 14. August – 20. August)
3. 1972 – Wig-Wam Bam (8 Wochen; 30. Oktober – 24. Dezember)
4. 1973 – Block Buster! (4 Wochen; 26. Februar – 18. März, 2. April – 8. April)
5. 1973 – Hell Raiser (2 Wochen; 23. Juli – 5. August)
6. 1973 – Can the Can (8 Wochen; 13. August – 7. Oktober)
7. 1973 – The Ballroom Blitz (1 Woche; 22. Oktober – 28. Oktober)
8. 1974 – Teenage Rampage (7 Wochen; 18. Februar – 31. März, 8. April – 14. April)
9. 1977 – Living Next Door to Alice (9 Wochen; 7. Februar – 10. April)
10. 1977 – Lay Back in the Arms of Someone (5 Wochen; 25. April – 1. Mai, 9. Mai – 29. Mai, 6. Juni – 12. Juni)
11. 2025 – Apt. (5 Wochen; 3. Januar – 6. Februar)

### Max Martin

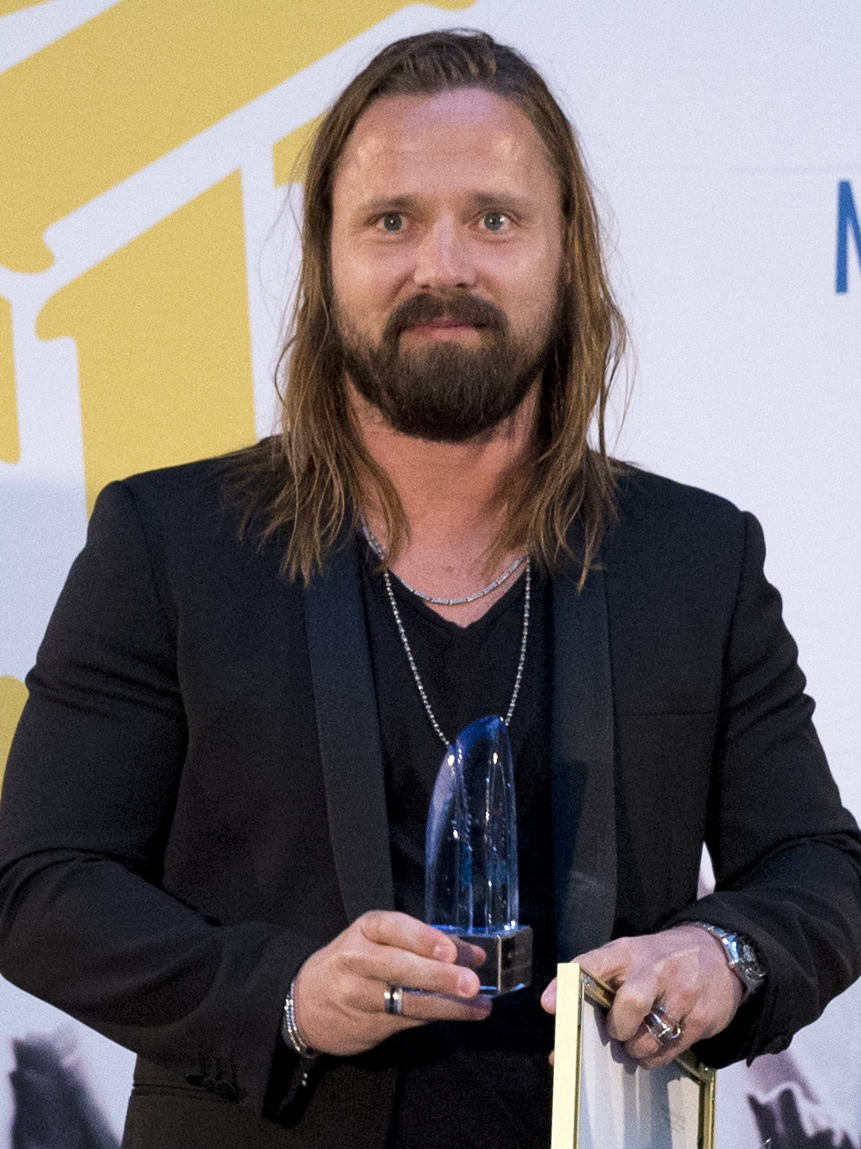
Max Martin (2015)

1. 1996 – Quit Playing Games (with My Heart) (4 Wochen; 11. November – 8. Dezember)
2. 1999 – … Baby One More Time (6 Wochen; 8. März – 18. April)
3. 1999 – I Want It That Way (2 Wochen; 17. Mai – 30. Mai)
4. 2000 – Lucky (3 Wochen; 4. September – 24. September)
5. 2008 – I Kissed a Girl (5 Wochen; 29. August – 11. September; 19. September – 9. Oktober)
6. 2008 – So What (3 Wochen; 10. Oktober – 30. Oktober)
7. 2008 – Hot n Cold (8 Wochen; 5. Dezember 2008 – 29. Januar 2009)
8. 2015 – Love Me like You Do (6 Wochen; 20. Februar – 2. April)
9. 2016 – Can’t Stop the Feeling! (3 Wochen; 20. Mai – 9. Juni)
10. 2020 – Blinding Lights (10 Wochen; 10. Januar – 23. Januar, 14. Februar – 12. März, 20. März – 2. April, 17. April – 30. April)

## „Dauerbrenner“ nach Singles
Diese Liste beinhaltet alle Singles – in chronologischer Reihenfolge nach ihrer Verweildauer absteigend – die mindestens zehn Wochen an der Chartspitze der deutschen Singlecharts standen:

### 21 Wochen

„Ganz Paris träumt von der Liebe“

„Heimweh“

„Die Gitarre und das Meer“

„Rivers of Babylon“

„Verdammt, ich lieb’ Dich“

„Il Silenzio“

„Butterfly“

- Caterina Valente &  Orchester Mike Firestone – Ganz Paris träumt von der Liebe (1. März – 31. Juli 1955; 5 Monate = 21 Wochen und 6 Tage)
- Freddy Quinn – Heimweh (1. Juni – 31. Oktober 1956; 5 Monate = 21 Wochen und 6 Tage)
- Margot Eskens – Cindy, oh Cindy (1. Februar – 30. Juni 1957; 5 Monate = 21 Wochen und 3 Tage)
- Udo Lindenberg & Apache 207 – Komet (3. Februar – 6. April, 14. April – 27. April, 5. Mai – 1. Juni, 7. Juli – 17. August 2023)
- Mariah Carey – All I Want for Christmas Is You (27. Dezember 2019 – 2. Januar 2020, 4. Dezember 2020 – 7. Januar 2021, 3. Dezember – 23. Dezember 2021, 2. Dezember – 29. Dezember 2022, 8. Dezember 2023 – 4. Januar 2024, 29. November – 19. Dezember, 27. Dezember 2024 – 2. Januar 2025)

### 17 Wochen
- Freddy Quinn – Die Gitarre und das Meer (1. April – 31. Juli 1959; 4 Monate = 17 Wochen und 3 Tage)
- Boney M. – Rivers of Babylon (24. April – 13. August, 21. August – 27. August 1978)
- Luis Fonsi feat. Daddy Yankee – Despacito (28. April – 24. August 2017)

### 16 Wochen
- Matthias Reim – Verdammt, ich lieb’ Dich (21. Mai – 9. September 1990)

### 15 Wochen
- Nini Rosso – Il Silenzio (Abschiedsmelodie) (1. Juli – 14. Oktober 1965; 3½ Monate = 15 Wochen und 1 Tag)
- Danyel Gérard – Butterfly (24. Mai – 29. August, 11. Oktober – 17. Oktober 1971)
- Ed Sheeran – Shape of You (13. Januar – 27. April 2017)

### 14 Wochen
- Miguel Ríos – A Song of Joy (1. Oktober – 14. Dezember 1970, 4. Januar – 31. Januar 1971; 2½ Monate + 4 Wochen = 14 Wochen und 5 Tage)
- O-Zone – Dragostea din tei (7. Juni – 12. September 2004)

### 13 Wochen
- Friedel Hensch & Die Cyprys – Heideröslein (1. Juni – 31. August 1954; 3 Monate = 13 Wochen und 1 Tag)
- Harry Belafonte – Banana Boat (Day-O) (1. Juli – 30. September 1957; 3 Monate = 13 Wochen und 1 Tag)
- Billy Vaughn & Orchestra – Sail Along Silvery Moon (1. Juli – 30. September 1958; 3 Monate = 13 Wochen und 1 Tag)
- Billy Vaughn & Orchestra – La Paloma (1. November 1958 – 31. Januar 1959; 3 Monate = 13 Wochen und 1 Tag)
- Caterina Valente /  Lale Andersen /  Melina Mercouri – Ein Schiff wird kommen (1. Oktober – 30. November 1960, 1. Januar – 31. Januar 1961; 3 Monate = 13 Wochen und 1 Tag)
- Billy Vaughn & Orchestra /  The String-A-Longs //  Trio Kolenka – Wheels // Vier Schimmel, ein Wagen (Hüh-a-hoh) (1. Juni – 31. August 1961; 3 Monate = 13 Wochen und 1 Tag)
- Siw Malmkvist – Liebeskummer lohnt sich nicht (1. Juli – 30. September 1964; 3 Monate = 13 Wochen und 1 Tag)
- Tom Jones – Delilah (1. Mai – 31. Juli 1968; 3 Monate = 13 Wochen und 1 Tag)
- Mitch Miller & His Orchestra and Chorus – March from the River Kwai and Colonel Bogey (1. April – 30. Juni 1958; 3 Monate = 13 Wochen)
- Rocco Granata /  Will Brandes – Marina (1. Dezember 1959 – 29. Februar 1960; 3 Monate = 13 Wochen)
- Rex Gildo /  Pat Boone – Speedy Gonzales (Kleiner Gonzales) (1. September – 30. November 1962; 3 Monate = 13 Wochen)
- Lobo – I’d Love You to Want Me (5. November – 11. November 1973, 19. November 1973 – 6. Januar 1974, 14. Januar – 17. Februar 1974)
- George Baker Selection – Paloma Blanca (16. Juni – 14. September 1975)
- U 96 – Das Boot (27. Januar – 26. April 1992)
- Andrea Bocelli &  Sarah Brightman – Time to Say Goodbye (16. Dezember 1996 – 16. März 1997)
- Céline Dion – My Heart Will Go On (2. Februar – 3. Mai 1998)
- Lady Gaga – Poker Face (13. März – 28. Mai, 19. Juni – 2. Juli 2009)

### 12 Wochen
- Fred Bertelmann – Der lachende Vagabund (1. Januar – 31. März 1958; 3 Monate = 12 Wochen und 6 Tage)
- Freddy Quinn – Junge, komm bald wieder (1. Januar – 31. März 1963; 3 Monate = 12 Wochen und 6 Tage)
- Blue Diamonds – Ramona (1. Februar – 30. April 1961; 3 Monate = 12 Wochen und 5 Tage)
- Boney M. – Daddy Cool (13. September – 19. September, 27. September – 5. Dezember, 13. Dezember – 19. Dezember 1976)
- Inner Circle – Sweat (A La La La La Long) (28. September – 20. Dezember 1992)
- Israel Kamakawiwoʻole – Somewhere over the Rainbow / What a Wonderful World (8. Oktober – 9. Dezember, 17. Dezember 2010 – 6. Januar 2011)
- Rag ’n’ Bone Man – Human (30. September – 15. Dezember, 23. Dezember – 29. Dezember 2016)

### 11 Wochen
- Petula Clark – Downtown (15. März – 31. Mai 1965; 2½ Monate = 11 Wochen und 1 Tag)
- Village People – Y.M.C.A. (11. Dezember 1978 – 7. Januar 1979, 15. Januar – 4. März 1979)
- F. R. David – Words (27. September – 12. Dezember 1982)
- Sinéad O’Connor – Nothing Compares 2 U (5. März – 20. Mai 1990)
- Enigma – Sadeness (Part I) (12. November 1990 – 27. Januar 1991)
- Scorpions – Wind of Change (3. Juni – 18. August 1991)
- Vangelis – Conquest of Paradise (13. Februar – 30. April 1995)
- Puff Daddy, Faith Evans & 112 – I’ll Be Missing You (30. Juni – 14. September 1997)
- Lou Bega – Mambo No.5 (A Little Bit of…) (31. Mai – 15. August 1999)
- Shakira – Whenever, Wherever (4. Februar – 21. April 2002)
- DJ Ötzi & Nik P. – Ein Stern (… der deinen Namen trägt) (2. März – 3. Mai, 11. Mai – 24. Mai 2007)
- Adele – Hello (30. Oktober 2015 – 14. Januar 2016)
- Dynoro &  Gigi D’Agostino – In My Mind (20. Juli – 9. August, 17. August – 20. September, 28. September – 11. Oktober, 19. Oktober – 25. Oktober 2018)
- Linkin Park – The Emptiness Machine (13. September – 28. November 2024)

### 10 Wochen
- George Harrison – My Sweet Lord (1. Februar – 11. April 1971)
- Pop Tops – Mamy Blue (8. November 1971 – 16. Januar 1972)
- Gilbert O’Sullivan – Get Down (14. Mai – 22. Juli 1973)
- George McCrae – Rock Your Baby (2. September – 10. November 1974)
- Wings – Mull of Kintyre (16. Januar – 26. März 1978)
- Lipps, Inc. – Funkytown (30. Juni – 7. September 1980)
- Bobby McFerrin – Don’t Worry, Be Happy (7. November 1988 – 15. Januar 1989)
- Kaoma – Lambada (25. September – 3. Dezember 1989)
- Phil Collins – Another Day in Paradise (4. Dezember 1989 – 11. Februar 1990)
- Salt ’n’ Pepa – Let’s Talk About Sex (18. November 1991 – 26. Januar 1992)
- Snap! – Rhythm Is a Dancer (25. Mai – 2. August 1992)
- 4 Non Blondes – What’s Up? (23. August – 31. Oktober 1993)
- Rednex – Cotton Eye Joe (7. November 1994 – 15. Januar 1995)
- Schnappi – Schnappi, das kleine Krokodil (3. Januar – 13. März 2005)
- Michel Teló – Ai Se Eu Te Pego! (3. Februar – 5. April, 13. April – 19. April 2012)
- Rihanna – Diamonds (2. November 2012 – 10. Januar 2013)
- Avicii &  Aloe Blacc – Wake Me Up (19. Juli – 26. September 2013)
- /  Alan Walker feat.  Iselin Solheim – Faded (12. Februar – 21. April 2016)
- Imany /  Filatov & Karas – Don’t Be So Shy (Filatov & Karas Remix) (8. Juli – 15. September 2016)
- Ed Sheeran – Perfect (8. Dezember 2017 – 15. Februar 2018)
- Tones and I – Dance Monkey (20. September – 26. September, 11. Oktober – 24. Oktober, 1. November – 5. Dezember, 20. Dezember – 26. Dezember 2019, 3. Januar – 9. Januar 2020)
- The Weeknd – Blinding Lights (10. Januar – 23. Januar, 14. Februar – 12. März, 20. März – 2. April, 17. April – 30. April 2020)
- Nathan Evans – Wellerman (19. Februar – 25. Februar, 5. März – 29. April, 7. Mai – 13. Mai 2021)

## „Dauerbrenner“ nach Künstler
Die folgenden Listen beinhalten alle Autoren (Musik und Text) und Interpreten – in chronologischer Reihenfolge nach Wochen absteigend – die sich mindestens 20 Wochen an der Chartspitze halten konnten. Monatliche- sowie halbmonatliche Chartangaben wurden ebenfalls in Wochen umgewandelt, jeder Tag außerhalb von ganzen Wochen fließt mit 0,14 in die Berechnung ein.

### Als Interpret
- 62,71:  Freddy Quinn
- 52,43:   Caterina Valente
- 48,00:  Boney M.
- 41,00:  Apache 207
- 40,14:  The Beatles
- 39,43:  Billy Vaughn & Orchestra
- 36,00:  The Sweet
- 33,00:  ABBA
- 31,00:  Ed Sheeran
- 29,00:  Capital Bra / Joker Bra
- 25,00:  Mariah Carey und  Rednex
- 23,00:  Udo Lindenberg und  Rihanna
- 22,29:  The Rolling Stones

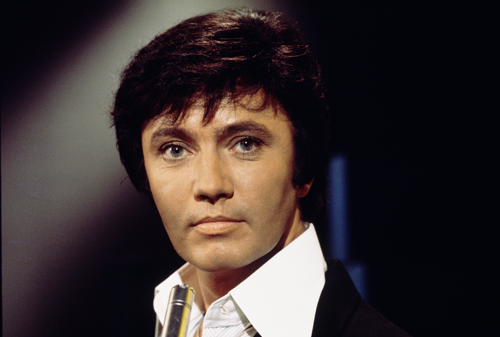
Rex Gildo (1975)

- 21,86:  Orchester Mike Firestone 1
- 21,71:  Rex Gildo
- 21,43:  Margot Eskens 1
- 21,00:  Shakira

### Als Autor

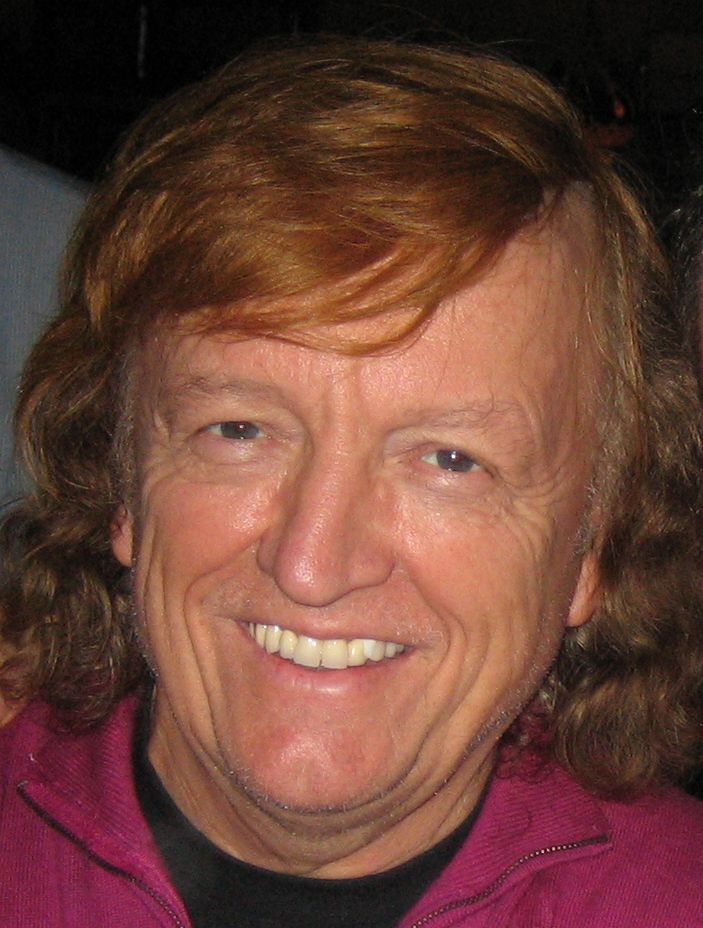
Frank Farian (2008)

- 125,00:  Kurt Feltz / Jonny Bartels
- 070,00:  Dieter Bohlen / Steve Benson
- 062,14:  Paul McCartney
- 057,00:  Michael Chapman (Mike Chapman) und  Nicholas Chinn (Nicky Chinn)
- 048,00:  Max Martin
- 047,14:  John Lennon
- 045,43:  Ernst Bader
- 044,00:  Benny Andersson und  Björn Ulvaeus
- 042,00:  Frank Farian
- 041,00:  Volkan Yaman (Apache 207)
- 038,00:  The Cratez (David Kraft & Tim Wilke)
- 034,86:  Hans Bradtke
- 034,57:  Lotar Olias und  Dieter Rasch
- 033,14:  Wolfgang Roloff / Wolf Hausmann (Ronny)
- 031,00:  Ed Sheeran
- 030,71:  Manos Hadjidakis
- 030,57:  Heinz Gietz
- 029,00:  Vladislav Balovatsky (Capital Bra),  Aris Pehlivanian (Sira) und  Marco Tscheschlok (Takt32)
- 028,71:  Hans Hee / Johannes Jorge
- 026,86:  Robin Gibb
- 026,00:  Walter Rothenburg
- 025,29:  Christian Bruhn
- 025,00:  Georg Buschor
- 024,00:  William Adams (Will.i.am),  Lukasz Gottwald (Dr. Luke) und   Nadir Khayat (RedOne)
- 023,86:   Maurice Gibb
- 023,00:  Lennard Oestmann (Jumpa),  Konstantin Scherer (Djorkaeff) und  Vincent Stein (Beatzarre)
- 022,86:  Werner Scharfenberger
- 022,71:  Aldo von Pinelli
- 022,29:  Mick Jagger und  Keith Richards
- 022,00:  Stig Anderson und  Benjamin Levin
- 021,86:  Richard Dehr 1,  Terry Gilkyson 1,  Frank Miller 1 und  Cole Porter 1
- 021,43:  Bob Barron 1 und  Burt Long 1
- 021,00:  Walter Afanasieff 1,  Christopher Brenner (Chris James) 1,  Maria Carey 1,  Udo Lindenberg 1,  Johnny McDaid und  Timothy Mosley (Timbaland)
- 020,86:   Barry Gibb
- 020,00:  Herbert Grönemeyer,  Steve Mac,  Shakira und  Hans van Hemert

## Künstler, die sich selbst auf Platz eins ablösten

### Künstler, die sich einmal von Platz eins ablösten

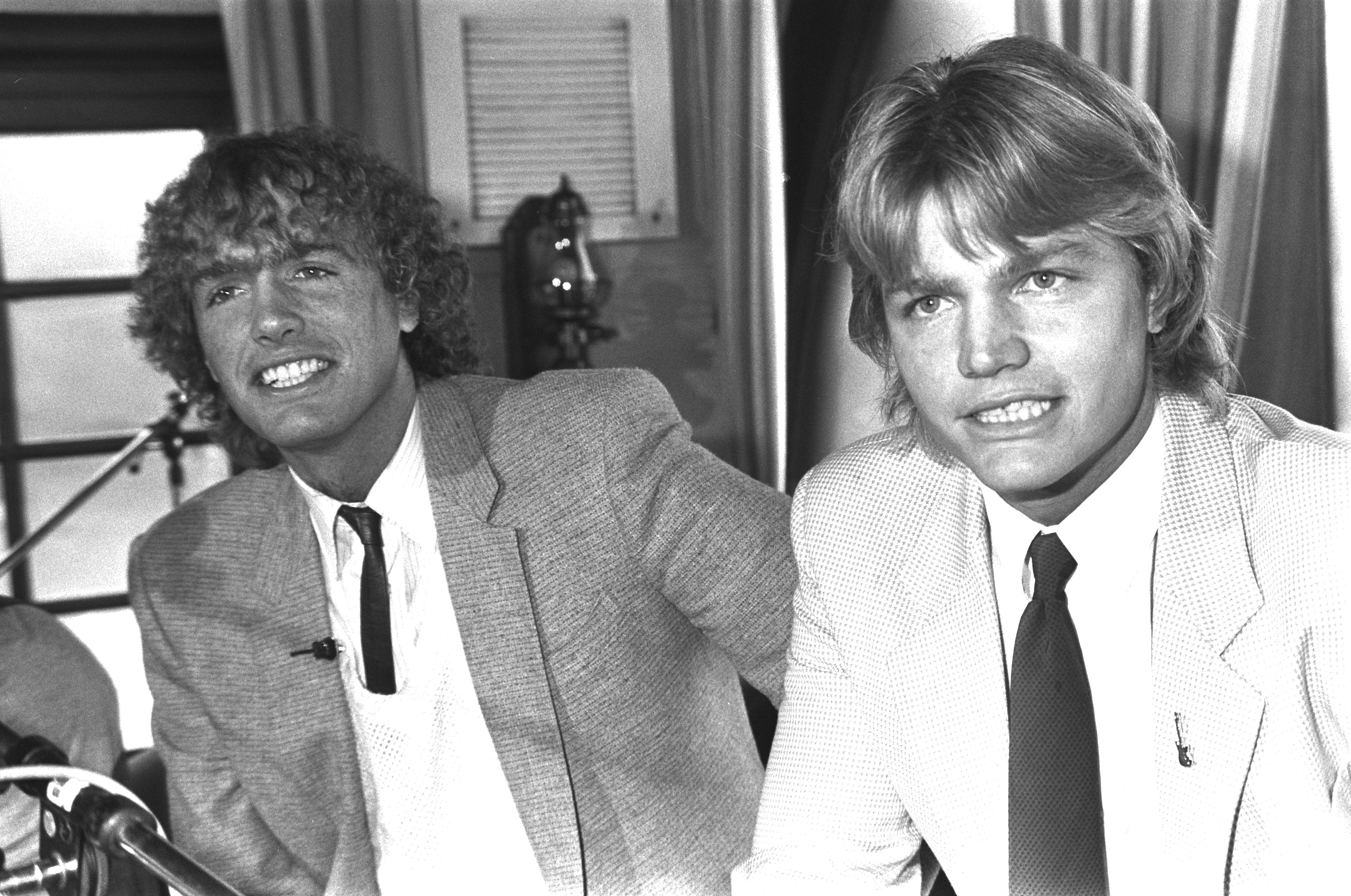
Bolland & Bolland (1981)

Steve Mac (2019)

#### Als Interpret
- 1960:   Caterina Valente – Ein Schiff wird kommen → Itsy Bitsy Teenie Weenie Honolulu-Strand-Bikini (mit Silvio Francesco)
- 1963:  Gitte Hænning – Vom Stadtpark die Laternen (mit Rex Gildo) → Ich will ’nen Cowboy als Mann
- 2013:  Pharrell Williams – Blurred Lines (mit Robin Thicke & T.I.) → Get Lucky (mit Daft Punk)
- 2018:  Capital Bra – One Night Stand → Berlin lebt
- 2019:  Capital Bra – Wir ticken (mit Samra) → Cherry Lady
- 2019:  Capital Bra &  Samra – Royal Rumble (mit Kalazh44 feat. Nimo & Luciano) → Tilidin
- 2020:  Bonez MC – Roadrunner → In meinem Benz (mit AK Ausserkontrolle)
- 2024:  Luciano – Wonderful Life (6PM Records feat. Hurts, Luciano & Sira) → Time

#### Als Autor
- 1976:  Larry E. Williams – Ein Bett im Kornfeld (von Jürgen Drews) → Let Your Love Flow (von Bellamy Brothers)
- 1981:  Terry Rendall &  Werner Thomas – Ja, wenn wir alle Englein wären (von Fred Sonnenschein & Seine Freunde) → Dance Little Bird (von Electronica’s)
- 1986:  Dieter Bohlen – Midnight Lady (von Chris Norman) → Atlantis Is Calling (S. O. S. for Love) (von Modern Talking)
- 1986:  Bolland & Bolland – In the Army Now (von Status Quo) → Coming Home (Jeanny Part II, ein Jahr danach) (von Falco)
- 2003:  Dieter Bohlen – You Drive Me Crazy (von Daniel K.) → Take Me Tonight (von Alexander Klaws) → You Drive Me Crazy → Take Me Tonight 2
- 2005:  Scott Storch – Let Me Love You (von Mario) → Candy Shop (von 50 Cent feat. Olivia)
- 2008:  Ryan Tedder – Bleeding Love (von Leona Lewis) → Apologize (von Timbaland presents OneRepublic)
- 2008:  Max Martin – So What (von P!nk) → I Kissed a Girl (von Katy Perry)
- 2013:  Pharrell Williams – Blurred Lines (von Robin Thicke feat. T.I. & Pharrell) → Get Lucky (von Daft Punk feat. Pharrell)
- 2017:  Steve Mac – Shape of You (von Ed Sheeran) → Rockabye (von Clean Bandit feat. Sean Paul & Anne-Marie)
- 2018:  Vladislav Balovatsky (Capital Bra) und  The Cratez – One Night Stand (von Capital Bra) → Berlin lebt (von Capital Bra)
- 2019:  Vladislav Balovatsky – Wir ticken (von Capital Bra feat. Samra) → Cherry Lady (von Capital Bra)
- 2019:  Vladislav Balovatsky &   Hussein Akkouche (Samra) – Royal Rumble (von Capital Bra, Kalazh44 & Samra feat. Nimo & Luciano) → Tilidin (von Capital Bra & Samra)
- 2020:  John Lorenz Moser (Bonez MC) – Roadrunner → In meinem Benz (mit AK Ausserkontrolle)
- 2020:  The Cratez – Emotions (von Ufo361) → Big Body Benz (von Bonez MC)
- 2020:  Marcel Uhde (Juh-Dee) – Bläulich (von Apache 207) → Unterwegs (von Apache 207)
- 2021:  Luca Montesinos Gargallo (Montez) – Highway (von Katja Krasavice feat. Elif) → Ohne Dich (von Kasimir1441 feat. Badmómzjay & Wildbwoys)
- 2021:  Marco Tscheschlok (Takt32) – Highway (von Katja Krasavice feat. Elif) → Ohne Dich (von Kasimir1441 feat. Badmómzjay & Wildbwoys)
- 2024:  Patrick Großmann (Luciano) – Wonderful Life (6PM Records feat. Hurts, Luciano & Sira) → Time

#### Als Produzent
- 1986:  Dieter Bohlen – Midnight Lady (von Chris Norman) → Atlantis Is Calling (S. O. S. for Love) (von Modern Talking)
- 2003:  Dieter Bohlen – You Drive Me Crazy (von Daniel K.) → Take Me Tonight (von Alexander Klaws) → You Drive Me Crazy → Take Me Tonight 3
- 2005:  Scott Storch – Let Me Love You (von Mario) → Candy Shop (von 50 Cent feat. Olivia)
- 2008:  Ryan Tedder – Bleeding Love (von Leona Lewis) → Apologize (von Timbaland presents OneRepublic)
- 2017:  Steve Mac – Shape of You (von Ed Sheeran) → Rockabye (von Clean Bandit feat. Sean Paul & Anne-Marie)
- 2018:  The Cratez – One Night Stand (von Capital Bra) → Berlin lebt (von Capital Bra)
- 2020:  The Cratez – Emotions (von Ufo361) → Big Body Benz (von Bonez MC)
- 2020:  Juh-Dee – Bläulich → Unterwegs

### Künstler, die sich zweimal in Folge von Platz eins ablösten
Als Interpret
- 2020:  Apache 207 – Bläulich → Unterwegs → Sie ruft

Als Autor
- 1955:  Kurt Feltz – He, Mister Banjo (von Silvio Francesco & Fausto Campi & Die Leonardos) → Die Gipsy-Band (von Bibi Johns & Die Penny-Pipers) → Ganz Paris träumt von der Liebe (von Caterina Valente & Orchester Mike Firestone) 3
- 2020:  Volkan Yaman (Apache 207) – Bläulich (von Apache 207) → Unterwegs (von Apache 207) → Sie ruft (von Apache 207)

## Interpreten, die gleichzeitig Platz eins, zwei und drei belegten
- 2018:  Bonez MC und  RAF Camora – 500 PS → Kokain (feat. Gzuz) → Nummer unterdrückt (1 Woche)[1]

## Interpreten, die gleichzeitig Platz eins und zwei belegten

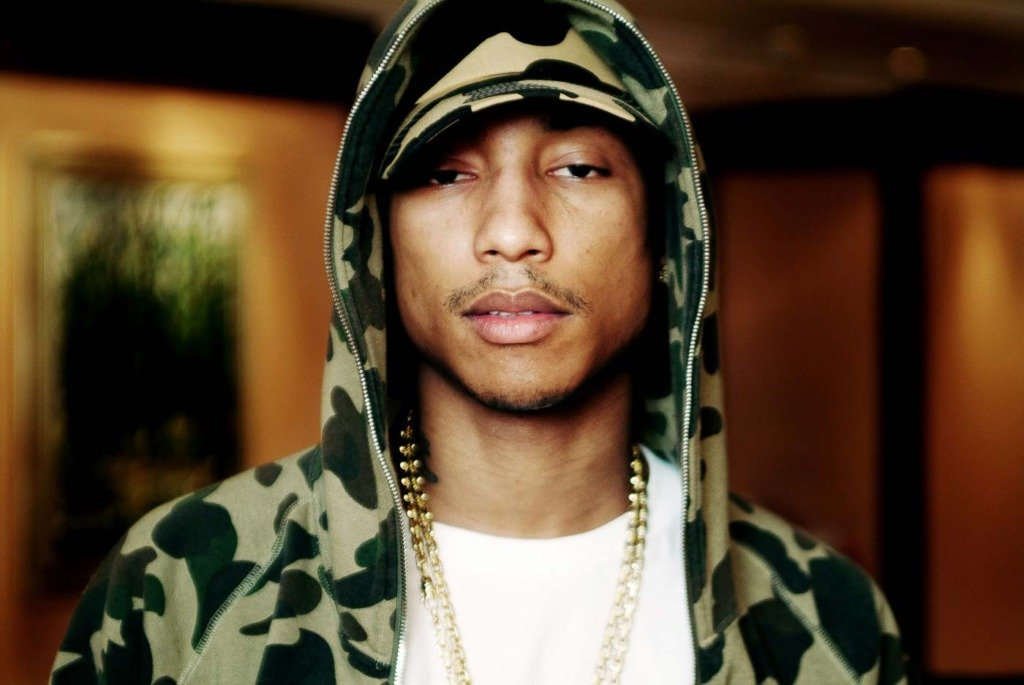
Pharrell Williams (2005)

- 1970:  Simon & Garfunkel – El Condor Pasa (If I Could) → Cecilia (2 Wochen)
- 2013:  will.i.am – Scream & Shout (mit Britney Spears) → Hall of Fame (mit The Script) (3 Wochen)
- 2013:  Pharrell Williams (5 Wochen)
  - Get Lucky (mit Daft Punk) → Blurred Lines (mit Robin Thicke & T.I.) (1 Woche)
  - Blurred Lines (mit Robin Thicke & T.I.) → Get Lucky (mit Daft Punk) (4 Wochen)
- 2017:  Ed Sheeran – Shape of You → Castle on the Hill (2 Wochen)
- 2018:  Ed Sheeran – Perfect → River (mit Eminem) (1 Woche)
- 2020:  Apache 207 – Sie ruft → Bläulich (1 Woche)
- 2023:  Apache 207 – Komet (mit Udo Lindenberg) → Neunzig (1 Woche)
- 2023:  Apache 207 – Komet (mit Udo Lindenberg) → Wenn das so bleibt (1 Woche)

## Interpreten mit den meisten Jahren zwischen der ersten und letzten Nummer-eins-Single

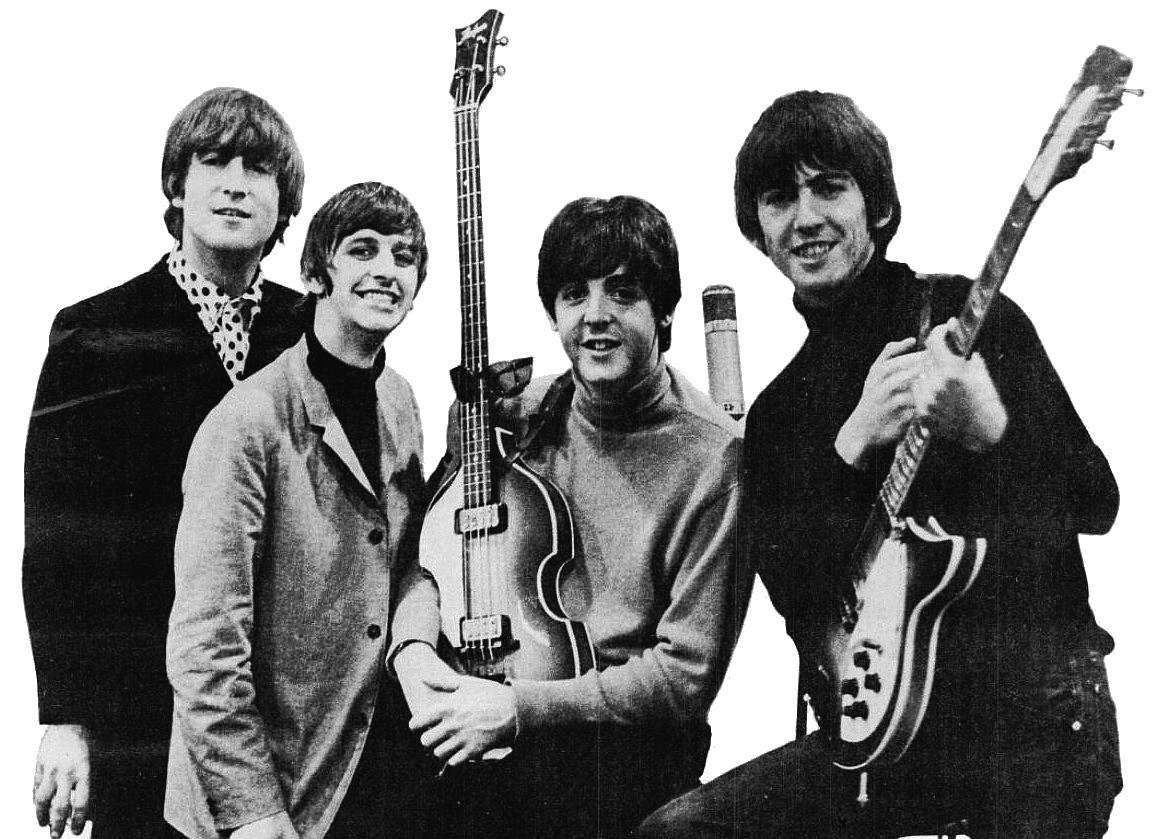
The Beatles (1965)

- 59:  The Beatles – I Want to Hold Your Hand (1964) → Now and Then (2023)
- 55:  The Rolling Stones – The Last Time (1965) → Living in a Ghost Town (2020)
- 44:  Peter Maffay – Du (1970) → Do They Know It's Christmas? (Deutsche Version) (2014; als Teil von Band Aid 30 Germany)
- 30:  Mariah Carey – Without You (1994) → All I Want for Christmas Is You (2024)
- 22:  Die Ärzte – Ein Schwein namens Männer (1998) → True Romance (2020)
- 22:  Herbert Grönemeyer – Mensch (2002) → Zeit, dass sich was dreht (2024; Soho Bani feat. Herbert Grönemeyer)
- 21:  Madonna – La Isla Bonita (1987) → 4 Minutes (2008)
- 20:   Bee Gees – Massachusetts (1967) → You Win Again (1987)
- 18:  Die Toten Hosen – Zehn kleine Jägermeister (1996) → Do They Know It’s Christmas? (Deutsche Version) (2014; als Teil von Band Aid 30 Germany)
- 17:  Depeche Mode – People Are People (1984) → Dream On (2001)
- 16:  Cliff Richard – Rote Lippen soll man küssen (Lucky Lips) (1963) → We Don’t Talk Anymore (1979)

## Interpreten mit den meisten Nummer-eins-Hits in Folge
Diese Liste beinhaltet alle Interpreten – in chronologischer Reihenfolge nach ihren Errungenschaften absteigend – die mit mindestens vier direkt aufeinanderfolgenden Single-Veröffentlichungen als Leadinterpret an der Spitze der deutschen Singlecharts landeten:
- 7:  Boney M. (13. September 1976 – 14. Januar 1979)
- 6:  The Sweet (14. August 1972 – 31. März 1974)
- 6:  ABBA (15. September 1975 – 24. April 1977)
- 6:  Apache 207 (15. Mai 2020 – 4. März 2021) 4
- 5:  The Beatles (15. Juli 1966 – 14. Februar 1968) 5
- 5:  The Beatles (1. Oktober 1968 – 14. Dezember 1969) 5
- 5:  Modern Talking (4. März 1985 – 13. Juli 1986)
- 5:  Capital Bra (13. April – 16. August 2018)
- 4:  Capital Bra (24. Mai – 5. September 2019)
- 4:  The Rolling Stones (1. Juni 1965 – 1. April 1966)
- 4:  Sarah Connor (15. Dezember 2003 – 17. April 2005)
- 4:  Samra (21. Juni – 5. September 2019)
- 4:  Loredana (24. Januar – 14. Mai 2020)

## Kompositionen, die mehrmalig Platz eins belegten
Diese Liste beinhaltet alle Kompositionen – in chronologischer Reihenfolge nach ihren Errungenschaften, danach in alphabetischer Reihenfolge, absteigend – die es mehr als einmal an die Spitze der deutschen Singlecharts schafften. Bisher gelang es lediglich 13 Kompositionen, sich mehrmalig an der Chartspitze zu platzieren. In dieser Aufstellung sind nicht Medleys oder Potpourris von Musikprojekten wie beispielsweise Stars on 45 oder Jive Bunny & the Mastermixers berücksichtigt, die nur Sequenzen verschiedener Lieder enthalten, die ebenfalls den ersten Platz der deutschen Charts belegten. Die Komposition La Paloma war 49 Jahre die einzige Komposition, die sich bereits dreimal an der Spitze platzieren konnte – und das in drei verschiedenen Jahrzehnten, in drei unterschiedlichen Versionen von drei verschiedenen Künstlern. Im Jahr 2023 platzierte sich Blue (Da Ba Dee) als zweite Komposition zum dritten Mal an der Chartspitze.
Dreimalige Nummer-eins-Kompositionen
- Blue (Da Ba Dee)

Autor:  Massimo Gabutti, Maurizio Lobina und Gianfranco Randone
Nummer-eins-Hit durch:  Eiffel 65 (1999, 9 Wochen),  RAF Camora feat.  Bonez MC – Blaues Licht (2021, 1 Woche) und  David Guetta &  Bebe Rexha – I’m Good (Blue) (2023, 1 Woche)
- La Paloma

Autor:  Sebastián de Yradier
Nummer-eins-Hit durch:  Billy Vaughn & Orchestra (1958/59, 3 Monate),  Freddy Quinn (1961, 1 Monat) und  Mireille Mathieu – La Paloma, adé (1974, 1 Woche)
Zweimalige Nummer-eins-Kompositionen
- Cheri, Cheri Lady

Autor:  Dieter Bohlen
Nummer-eins-Hit durch:  Modern Talking (1985, 4 Wochen) und  Capital Bra – Cherry Lady (2019, 1 Woche)
- Do They Know It’s Christmas?

Autoren:  Bob Geldof und  Midge Ure
Nummer-eins-Hit durch:  Band Aid (1985, 2 Wochen) und  Band Aid 30 Germany (2014, 2 Wochen)
- Join Me (in Death)

Autor:  Ville Valo
Nummer-eins-Hit durch:  HIM (2000, 4 Wochen) und  RAF Camora feat.  Luciano – 2CB (2021, 1 Woche)
- The Ketchup Song

Autor:  Francisco Manuel Ruiz Gomez
Nummer-eins-Hit durch:  Las Ketchup (2002, 7 Wochen) und  Die Gerd Show – Der Steuersong (2002/03, 7 Wochen)
- Let Your Love Flow

Autor:  Larry E. Williams
Nummer-eins-Hit durch:  Bellamy Brothers (1976, 5 Wochen) und  Jürgen Drews – Ein Bett im Kornfeld (1976, 6 Wochen)
- Llorando se fue

Autoren:  Gonzalo Hermosa und Ulises Hermosa
Nummer-eins-Hit durch:  Kaoma – Lambada (1989, 10 Wochen) und  Jennifer Lopez feat. Pitbull – On the Floor (2011, 6 Wochen)
- Santa Maria

Autoren:  Cesare de Natale und  Guido & Maurizio De Angelis
Nummer-eins-Hit durch:  Oliver Onions (1980, 6 Wochen) und  Roland Kaiser (1980, 5 Wochen)
- So bist du

Autoren:  Peter Maffay und Bernd Meinunger
Nummer-eins-Hit durch:  Peter Maffay (1979, 3 Wochen) und  Oli P (1999, 5 Wochen)
- Soleado

Autor:  Ciro Dammicco
Nummer-eins-Hit durch:  Michael Holm – Tränen lügen nicht (1974/75, 4 Wochen) und  Mark ’Oh – Tears Don’t Lie (1995, 3 Wochen)
- Tchip Tchip

Autor:  Werner Thomas
Nummer-eins-Hit durch:  Electronica’s – Dance Little Bird (1979, 8 Wochen) und  Fred Sonnenschein & Seine Freunde – Ja, wenn wir alle Englein wären (1981, 4 Wochen)
- Tom Dooley

Autor: –
Nummer-eins-Hit durch:  Nilsen Brothers (1959, 1 Monat) und  The Kingston Trio (1959, 1 Monat)
- Zeit, dass sich was dreht

Autor:  Amadou Bagayoko, Mariam Doumbia,  Herbert Grönemeyer und Alex Silva
Nummer-eins-Hit durch:  Herbert Grönemeyer feat. Amadou & Mariam (2006, 3 Wochen) und  Soho Bani feat. Herbert Grönemeyer (2024, 2 Wochen)

## Die Sprachen der Nummer-eins-Singles
Die Nummer-eins-Singles wurden in folgenden Sprachen gesungen:
- 513: Englisch
- 313: Deutsch
- 017: Instrumental
- 010: Spanisch
- 008: Französisch
- 005: Italienisch
- 002: Portugiesisch
- 001: Fantasiesprache, Hebräisch, Koreanisch und Rumänisch

(Stand: 8. August 2025)

## Künstler mit mehreren Nummer-eins-Hits innerhalb eines Jahres
Im Folgenden sind Künstler (Musiker, Komponisten, Autoren, Produzenten) sowie Bands in chronologischer Reihenfolge aufgeführt, die innerhalb eines Kalenderjahres oder innerhalb von maximal 53 Chartwochen bei jahresübergreifender Auswertung mindestens vier Nummer-eins-Hits hatten.
Angegeben ist dabei jeweils der kürzeste Zeitraum zwischen den Nummer-eins-Platzierungen vom ersten bis zum vierten bzw. letzten Titel der Hitserie. In Klammern steht jeweils der komplette Zeitraum der Chartplatzierungen sowie die Gesamtwochen der jeweiligen Titel auf dem Spitzenplatz.

### Rekorde von Dieter Bohlen
Der deutsche Komponist und Produzent Dieter Bohlen schaffte es sowohl als Komponist als auch als Produzent im Kalenderjahr 2003 in dem Zeitraum vom 13. Januar bis 23. November 2003, fünf Lieder für insgesamt 19 Wochen auf Position eins zu platzieren:
We Have a Dream („Allstar“ Staffel 1 Deutschland sucht den Superstar; 6 Wochen), Take Me Tonight (Alexander Klaws; 3 Wochen), You Drive Me Crazy (Daniel Küblböck; 2 Wochen), Für dich (Yvonne Catterfeld; 6 Wochen) und Free Like the Wind (Alexander Klaws; 2 Wochen) belegten Position eins.
Innerhalb von 49 Chartwochen (Februar 2003 – Januar 2004) erreichte Bohlen als Komponist und Produzent jahresübergreifend sogar sechsmal den ersten Platz der Single-Charts, da sich der Song Du hast mein Herz gebrochen von Yvonne Catterfeld Ende Januar 2004 auch auf dem ersten Platz der Singlecharts platzieren konnte. Damit hatte Bohlen in dem Zeitraum vom 13. Januar 2003 bis zum 1. Februar 2004 sechs Nummer-eins-Hits, die insgesamt 20 Wochen an der Chartspitze platziert waren.

### Neun Nummer-eins-Hits in einem Kalenderjahr
- Februar – Oktober 2018:

Das deutsche Produzenten-Duo The Cratez (bestehend aus David Kraft und Tim Wilke) mit den Titeln Was du Liebe nennst von Bausa, Für euch alle von Bushido, Kokain und 500 PS von Bonez MC und RAF Camora sowie den fünf Liedern 5 Songs in einer Nacht, Neymar, One Night Stand, Berlin lebt und Melodien des deutschen Rappers Capital Bra. (16. Februar – 18. Oktober 2018; 35 Wochen)

### Acht Nummer-eins-Hits in einem Kalenderjahr
- April – Dezember 2018:

Der deutsche Rapper Capital Bra aus Berlin mit russischen und ukrainischen Wurzeln mit den Titeln 5 Songs in einer Nacht, Neymar, One Night Stand, Berlin lebt, Melodien, Roli Glitzer Glitzer, Benzema sowie dem Titel Für euch alle, der in Kollaboration mit Bushido und Samra veröffentlicht wurde. (13. April – 3. Januar 2019; 11 Wochen)

### Fünf Nummer-eins-Hits in einem Kalenderjahr
- Mai – August 2020:

Der deutsche Rapper Apache 207 mit den Titeln Fame, Boot, Bläulich, Unterwegs und Sie ruft.
- Januar – September 2021:

Der deutsche Rapper Takt32 als Autor mit den Titeln Highway von Katja Krasavice feat. Elif, Ohne Dich von Kasimir1441 feat. Badmómzjay & Wildbwoys, Rosenkrieg von Loredana & Mozzik, Auf & ab von Montez und Pussy Power von Katja Krasavice.

### Vier Nummer-eins-Hits in einem Kalenderjahr
- März – Dezember 1969:

Das Komponisten-Duo Lennon/McCartney mit den vier Beatles-Titeln Ob-La-Di, Ob-La-Da, Get Back, The Ballad of John and Yoko und Come Together. (1. März – 14. Dezember 1969; 14 Wochen)
- April – Oktober 1973:

Das Komponisten-Duo Mike Chapman und Nicky Chinn mit den Titeln Block Buster!, Hell Raiser (jeweils interpretiert von The Sweet), Can the Can (Suzi Quatro) und The Ballroom Blitz (The Sweet). (26. Februar – 28. Oktober 1973; 15 Wochen)
- Februar – Dezember 1976:

Das Komponisten-Duo Benny Andersson und Björn Ulvaeus mit den vier ABBA-Titeln Mamma Mia, Fernando, Dancing Queen und Money, Money, Money. (9. Februar 1976 – 23. Januar 1977; 14 Wochen)
- Februar – Dezember 1987:

Das britische Produzententrio Stock Aitken Waterman mit den Titeln Showing Out (Get Fresh at the Weekend), Respectable (beide Mel & Kim), Never Gonna Give You Up und Whenever You Need Somebody (beide Rick Astley). (19. Januar 1987 – 10. Januar 1988; 13 Wochen)
- Januar – Mai 2020:

Die deutschsprachige kosovarische Rapperin Loredana mit den Titeln Kein Wort, Angst, Du bist mein mit Zuna und Nicht verdient von Capital Bra feat. Loredana.
- Januar – November 2021:

Der deutsche Rapper Montez als Autor mit den Titeln Highway von Katja Krasavice feat. Elif, Ohne Dich von Kasimir1441 feat. Badmómzjay & Wildbwoys, Auf & ab und Raindrops von Katja Krasavice feat. Leony.

### 22 Nummer-eins-Hits innerhalb maximal 130 Chartwochen
- April 2018 – August 2020:

Der deutsche Rapper Capital Bra aus Berlin mit russischen und ukrainischen Wurzeln mit den Titeln 5 Songs in einer Nacht, Neymar, One Night Stand, Berlin lebt, Melodien, Roli Glitzer Glitzer, Benzema, Prinzessa, Wir ticken, Cherry Lady, Wieder Lila, Royal Rumble, Tilidin, Zombie, Nummer 1, 110, Der Bratan bleibt der gleiche, Baby, Nicht verdient und Frühstück in Paris, sowie dem Titel Für euch alle, der in Kollaboration mit Bushido und Samra und der Single DNA, die in Kollaboration mit KC Rebell und Summer Cem veröffentlicht wurden. (13. April 2018 – 3. September 2020; 34 Wochen)

### Zehn Nummer-eins-Hits innerhalb maximal 64 Chartwochen
- Juli 2018 – Oktober 2019:

Der deutsche Rapper Samra mit den Titeln Cataleya, Wir ticken, Harami, Wieder Lila, Royal Rumble, Tilidin, Zombie, Nummer 1 und 110 sowie Für euch alle, der in Kollaboration mit Bushido und Capital Bra veröffentlicht wurde. (13. Juli 2018 – 10. Oktober 2019; 18 Wochen)

### Fünf Nummer-eins-Hits innerhalb maximal 53 Chartwochen (1 Jahr)
Dem Komponisten-Duo Mike Chapman und Nicky Chinn gelang es dreimal innerhalb von maximal 53 Chartwochen fünf Titel auf dem ersten Platz der Singlecharts zu platzieren. Aufgrund mehrerer Nummer-eins-Hits der Band The Sweet und des zwischenzeitlichen Nummer-eins-Hits von Suzi Quatro schafften die beiden Künstler diesen Rekord zwischen August 1972 und Februar 1974 in drei verschiedenen Hit-Folgen.
- August 1972 – August 1973:

Das Komponisten-Duo Mike Chapman und Nicky Chinn mit den vier Sweet-Titeln Little Willy, Wig-Wam Bam, Block Buster!, Hell Raiser und dem Song Can the Can von Suzi Quatro. (14. August 1972 – 7. Oktober 1973; 23 Wochen)
- Dezember 1972 – Oktober 1973:

Das Komponisten-Duo Mike Chapman und Nicky Chinn mit den Titeln Wig-Wam Bam, Block Buster!, Hell Raiser (alle The Sweet), Can the Can (Suzi Quatro) und The Ballroom Blitz (The Sweet). (30. Oktober 1972 – 28. Oktober 1973; 23 Wochen)
- April 1973 – Februar 1974:

Das Komponisten-Duo Mike Chapman und Nicky Chinn mit den Titeln Block Buster!, Hell Raiser (beide The Sweet), Can the Can (Suzi Quatro), The Ballroom Blitz und Teenage Rampage (beide The Sweet). (26. Februar 1973 – 14. April 1974; 22 Wochen)
Damit hatte das Komponisten-Duo in dem Zeitraum vom 14. August 1972 bis zum 14. April 1974 insgesamt sieben Nummer-eins-Hits, die insgesamt 31 Wochen an der Chartspitze standen.
- November 2018 – September 2019:

Der deutsch-türkische Rapper Mero mit den Liedern Baller los, Hobby Hobby und Wolke 10 sowie das in Zusammenarbeit mit Eno entstandene Lied Ferrari und das in Zusammenarbeit mit Loredana entstandene Lied Kein Plan. (30. November 2018 – 19. September 2019; 5 Wochen)

### Vier Nummer-eins-Hits innerhalb maximal 53 Chartwochen (1 Jahr)
- Juli 1955 – April 1956:

Musikproduzent Kurt Feltz mit den Titeln Ganz Paris träumt von der Liebe (Caterina Valente), Die Gypsy Band (Bibi Johns & Die Penny-Pipers), He, Mister Banjo (Silvio Francesco & Fausto Campi & Die Leonardos) und Steig in das Traumboot der Liebe (Club Indonesia (Caterina Valente und Silvio Francesco)). (1. März 1955 – 31. Mai 1956; 40 Wochen)
- Juni 1965 – April 1966:

Das Komponisten-Duo Mick Jagger und Keith Richards mit den vier Rolling-Stones-Titeln The Last Time, (I Can’t Get No) Satisfaction, Get Off of My Cloud und 19th Nervous Breakdown / As Tears Go By. (1. Juni 1965 – 14. April 1966; 14 Wochen)
- Oktober 1968 – Juli 1969:

Das Komponisten-Duo Paul McCartney und John Lennon mit den vier Titeln der Beatles Hey Jude, Ob-La-Di, Ob-La-Da, Get Back und The Ballad of John and Yoko. (1. Oktober 1968 – 31. Juli 1969; 14 Wochen)
- August 1972 – Juli 1973:

Die vier Sweet-Titel Little Willy, Wig-Wam Bam, Block Buster! und Hell Raiser. (14. August 1972 – 5. August 1973; 15 Wochen)
- Dezember 1972 – Oktober 1973:

Die vier Sweet-Titel Wig-Wam Bam, Block Buster!, Hell Raiser und The Ballroom Blitz. (30. Oktober 1972 – 28. Oktober 1973; 15 Wochen)
- April 1973 – Februar 1974:

Die vier Sweet-Titel Block Buster!, Hell Raiser, The Ballroom Blitz und Teenage Rampage. (26. Februar 1973 – 14. April 1974; 14 Wochen)
- November 1975 – September 1976:

Das Komponisten-Duo Benny Andersson und Björn Ulvaeus in Zusammenarbeit mit Stig Anderson mit den vier ABBA-Titeln SOS, Mamma Mia, Fernando und Dancing Queen. (15. September 1975 – 26. September 1976; 16 Wochen)
- Juni 1976 – April 1977:

Das Komponisten-Duo Benny Andersson und Björn Ulvaeus mit den vier ABBA-Titeln Fernando, Dancing Queen, Money, Money, Money (ohne Stig Anderson) und Knowing Me, Knowing You. (3. Mai 1976 – 24. April 1977; 15 Wochen)
- Dezember 1976 – Oktober 1977:

Musikproduzent Frank Farian mit den vier Boney M.-Titeln Daddy Cool, Sunny, Ma Baker und Belfast. (13. September 1976 – 20. November 1977; 21 Wochen)
- August 1978 – August 1979:

Musikproduzent Frank Farian mit den vier Boney M.-Titeln Rivers of Babylon, Rasputin, Mary’s Boy Child und El Lute. (24. April 1978 – 14. Oktober 1979; 27 Wochen)
- April 1985 – März 1986:

Musikproduzent Dieter Bohlen mit den vier Modern Talking-Titeln You’re My Heart, You’re My Soul, You Can Win If You Want, Cheri, Cheri Lady und Brother Louie. (4. März 1985 – 6. April 1986; 15 Wochen)
- Juni 1985 – Mai 1986:

Musikproduzent Dieter Bohlen mit den drei Modern Talking-Titeln You Can Win If You Want, Cheri, Cheri Lady und Brother Louie sowie dem Song Midnight Lady von Chris Norman. (3. Juni 1985 – 15. Juni 1986; 15 Wochen)
- November 1985 – Juni 1986:

Musikproduzent Dieter Bohlen mit den Songs Cheri, Cheri Lady und Brother Louie (beide Modern Talking), Midnight Lady von Chris Norman sowie Atlantis Is Calling (S.O.S. for Love) (Modern Talking). (14. Oktober 1985 – 13. Juli 1986; 18 Wochen)
Mit den vorgenannten drei Hit-Folgen hatte Dieter Bohlen in dem Zeitraum vom 4. März 1985 bis zum 13. Juli 1986 insgesamt sechs Nummer-eins-Hits, die insgesamt 25 Wochen an der Chartspitze standen.
- April 1987 – April 1988:

Das britische Produzententrio Stock Aitken Waterman mit den Titeln Respectable (Mel & Kim), Never Gonna Give You Up und Whenever You Need Somebody (beide Rick Astley) und I Should Be So Lucky (Kylie Minogue). (13. April 1987 – 24. April 1988; 12 Wochen)

## Dominanz weniger Nummer-eins-Hits über längeren Chartzeitraum

### In 13 Monaten nur fünf Nummer-eins-Hits (1958/1959)
In den Anfängen der Chartlisten, als diese noch monatlich ermittelt wurden, gab es vom 1. Januar 1958 bis zum 31. Januar 1959 nur fünf Nummer-eins-Hits. Die vier Titel, die jeweils drei Monate an der Chartspitze standen, waren insgesamt 12 Monate die Nummer eins.
| Datum                              | Monate | Interpret(en)            | Single                                    |
| ---------------------------------- | ------ | ------------------------ | ----------------------------------------- |
| 1. Januar – 31. März 1958          | 3      | Fred Bertelmann          | Der lachende Vagabund                     |
| 1. April – 30. Juni 1958           | 3      | Mitch Miller             | March from the River Kwai & Colonel Bogey |
| 1. Juli – 30. September 1958       | 3      | Billy Vaughn & Orchestra | Sail Along Silvery Moon                   |
| 1. Oktober – 31. Oktober 1958      | 1      | Pérez Prado              | Patricia                                  |
| 1. November 1958 – 31. Januar 1959 | 3      | Billy Vaughn             | La Paloma                                 |

### In 50 Wochen nur fünf Nummer-eins-Hits (1989/1990)
Eine bislang seltene und ungewöhnliche Konstellation ist in dem 50 Wochen umfassenden Zeitraum zwischen dem 25. September 1989 und 9. September 1990 festzustellen. Innerhalb dieser fast einjährigen Periode belegten lediglich die nachfolgend aufgeführten fünf Titel die Spitzenposition der deutschen Single-Charts, während im vergleichbaren Zeitraum etwa die doppelte Anzahl üblich ist.
| Datum                               | Wochen | Interpret(en)   | Single                   |
| ----------------------------------- | ------ | --------------- | ------------------------ |
| 25. September – 3. Dezember 1989    | 10     | Kaoma           | Lambada                  |
| 4. Dezember 1989 – 11. Februar 1990 | 10     | Phil Collins    | Another Day in Paradise  |
| 12. Februar – 4. März 1990          | 3      | Werner Wichtig  | Pump ab das Bier         |
| 5. März – 20. Mai 1990              | 11     | Sinéad O’Connor | Nothing Compares 2 U     |
| 21. Mai – 9. September 1990         | 16     | Matthias Reim   | Verdammt, ich lieb’ Dich |

Vier der Singles weisen eine nicht häufig auftretende zweistellige Wochenanzahl an der Chartspitze auf, wogegen die Single Pump ab das Bier von Werner Wichtig mit seiner dreiwöchigen Topplatzierung erheblich vom damaligen Trend abweicht. Mit 16-wöchiger Verweildauer auf dem Spitzenplatz ist Verdammt, ich lieb’ Dich der beständigste Nummer-eins-Hit und eine der meistverkauften deutschsprachigen Singles der letzten Jahrzehnte.
Drei der aufgeführten Künstler, Phil Collins, Sinéad O’Connor und Matthias Reim, belegten in jenem Zeitabschnitt jeweils mehrere Wochen gleichzeitig Position eins der Album- und Singlecharts. Der britische Sänger Phil Collins konnte sich zu dieser Zeit mit seinem vierten Studioalbum … But Seriously insgesamt 17 Wochen an der Spitze der deutschen Albumcharts halten.

### In 57 Wochen nur sechs Nummer-eins-Hits (1991/1992)
In den 57 Chartwochen vom 18. November 1991 bis zum 20. Dezember 1992 gab es lediglich sechs Nummer-eins-Hits in den deutschen Singlecharts. Davon hielten sich die vier Titel, die in diesem Zeitraum mindestens zehn Wochen an der Spitze der Charts standen, insgesamt 45 Wochen auf Platz eins.
| Datum                               | Wochen | Interpret(en) | Single                     |
| ----------------------------------- | ------ | ------------- | -------------------------- |
| 18. November 1991 – 26. Januar 1992 | 10     | Salt ’n’ Pepa | Let’s Talk About Sex       |
| 27. Januar – 26. April 1992         | 13     | U 96          | Das Boot                   |
| 27. April – 24. Mai 1992            | 4      | Mr. Big       | To Be with You             |
| 25. Mai – 2. August 1992            | 10     | Snap!         | Rhythm Is a Dancer         |
| 3. August – 27. September 1992      | 8      | Dr. Alban     | It’s My Life               |
| 28. September – 20. Dezember 1992   | 12     | Inner Circle  | Sweat (A La La La La Long) |

### In 59 Wochen nur sechs Nummer-eins-Hits (2016/2017)
Im Zeitraum zwischen dem 8. Juli 2016 und 24. August 2017 gab es in den 59 Chartwochen lediglich sechs Titel an der Spitze der deutschen Singlecharts. Allein die vier „Dauerbrenner“, die in diesem Zeitraum allesamt mindestens zehn Wochen den ersten Platz belegten, waren zusammen 54 von 59 Wochen die Nummer eins. Die letzten vier Titel, die seit dem 30. September 2016 an der Spitze der Charts standen, waren 47 Wochen die Nummer eins.
| Datum                                                                         | Wochen | Interpret(en)                             | Single                                  |
| ----------------------------------------------------------------------------- | ------ | ----------------------------------------- | --------------------------------------- |
| 8. Juli 2016 – 15. September 2016                                             | 10     | Imany                                     | Don’t Be So Shy (Filatov & Karas Remix) |
| 16. September 2016 – 29. September 2016                                       | 2      | DJ Snake feat. Justin Bieber              | Let Me Love You                         |
| 30. September 2016 – 15. Dezember 2016, 23. Dezember 2016 – 29. Dezember 2016 | 12     | Rag ’n’ Bone Man                          | Human                                   |
| 16. Dezember 2016 – 22. Dezember 2016, 30. Dezember 2016 – 12. Januar 2017    | 3      | Clean Bandit feat. Sean Paul & Anne-Marie | Rockabye                                |
| 13. Januar 2017 – 27. April 2017                                              | 15     | Ed Sheeran                                | Shape of You                            |
| 28. April 2017 – 24. August 2017                                              | 17     | Luis Fonsi feat. Daddy Yankee             | Despacito                               |

## Weitere Besonderheiten

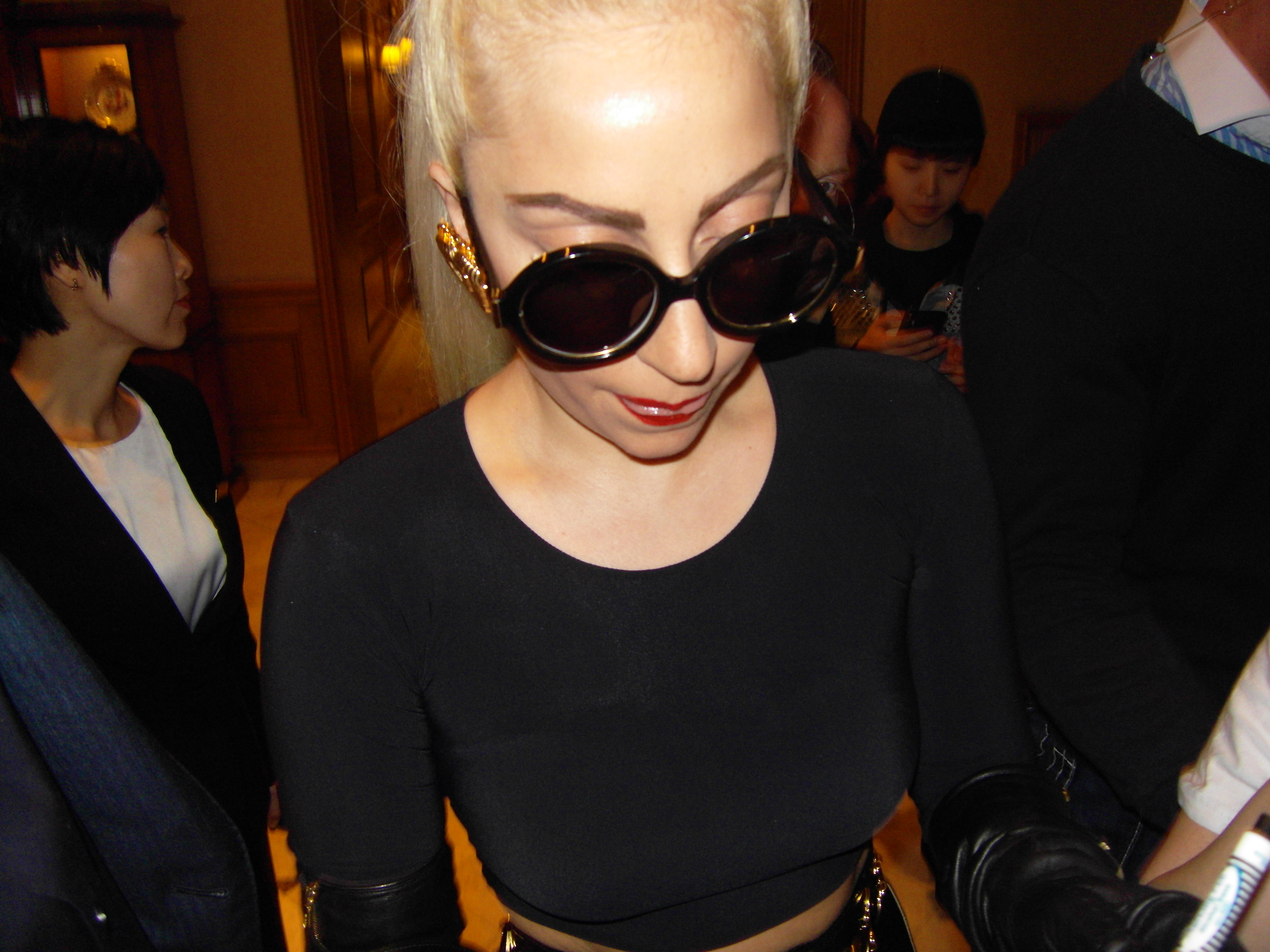
Lady Gaga (2012)

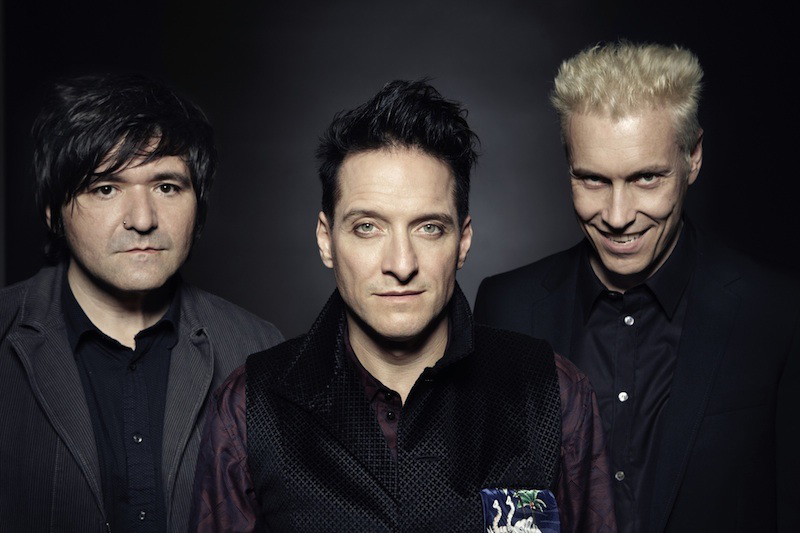
Die Ärzte (2012)

- Am 18. März 2011 war Born This Way von Lady Gaga die erste Single, die nur durch Downloads Platz eins der Singlecharts erreichte.[6]

- Der deutsche Rapper Capital Bra aus Berlin stellte mit seiner Single Tilidin zwei Rekorde auf. Mit 14,5 Millionen Abrufen in der ersten Verkaufswoche (21. Juni – 28. Juni 2019) ist Tilidin hierzulande das meistgestreamte Lied binnen sieben Tagen. Am Tag seiner Veröffentlichung kam die Single auf über drei Millionen Streams. Bisherige Rekordhalter:

 Capital Bra – Cherry Lady (11,5 Millionen Streams)
  Mero – Wolke 10 (10,8 Millionen Streams)
- Am 11. September 2015 erreichten Die Ärzte mit Schrei nach Liebe erstmals die Spitzenposition, nachdem das Stück bereits 1993 für fünf Wochen in den Top 10 platziert gewesen war.

- Am 27. Dezember 2019 erreichte Mariah Carey mit All I Want for Christmas Is You erstmals die Spitzenposition, nachdem das Stück erstmals 1994 die Singlecharts erreichte.

- Am 24. Dezember 2021 erreichte Wham! mit Last Christmas erstmals die Spitzenposition, nachdem das Stück erstmals 1984 die Singlecharts erreichte.

- Am 13. Oktober 2017 sorgte der deutsche Rapper Bausa für den größten Sprung von einem der hinteren Chartplätze auf Platz eins in der Chartgeschichte, Neueinsteiger und Wiederkehrer werden hierbei nicht berücksichtigt. Seine Single Was du Liebe nennst kletterte von Position 51 auf Position eins der Singlecharts.[8] Zuvor hielten folgende Interpreten diesen Rekord:

 Wiz Khalifa feat. Charlie Puth – See You Again (#39 → #1, 17. April 2015)
 Pet Shop Boys – It’s a Sin (#26 → #1, 20. Juli 1987)
- Sieben Lieder fielen bisher von Platz eins aus den Charts:

 Mariah Carey – All I Want for Christmas Is You (3. Januar 2020, 8. Januar 2021 und 5. Januar 2024)
 Die Ärzte – True Romance (23. Oktober 2020)
 Katja Krasavice – Pussy Power (1. Oktober 2021)
 Wham! – Last Christmas (7. Januar 2022 und 6. Januar 2023)
 Twenty4tim – Icecream (5. Mai 2023)
 Twenty4tim feat. Kitty Kat – Hot or Not (9. Juni 2023)
 Twenty4tim – I Don’t Care (16. Februar 2024)
Innerhalb der Top 100 verzeichneten Saweetie, Doja Cat und Katja Krasavice den bislang größten Fall, als sie am 7. Mai 2021 mit Best Friend (Remix) von Platz eins auf Platz 92 fielen. Zuvor hielten folgende Interpreten diesen Rekord:
 Ramon Roselly – Eine Nacht (#1 → #43, 17. April 2020)
 Die Ärzte – Schrei nach Liebe (#1 → #21, 18. September 2015)
 Depeche Mode – Dream On (#1 → #15, 14. Mai 2001)
- Die Rolling Stones erreichten mit Living in a Ghost Town am 3. Juli 2020 als älteste Künstler die Spitzenposition der deutschen Singlecharts. Das älteste Bandmitglied Charlie Watts war zum Zeitpunkt der Chartausgabe 79 Jahre, 1 Monat und 1 Tag alt.[21]

- Die Beatles stellten mit ihrem Nummer-eins-Erfolg Now and Then am 10. November 2023 den Rekord mit der größten Zeitspanne zwischen zwei Nummer-eins-Erfolgen auf. Zwischen Now and Then und ihren letzten Nummer-eins-Hits Come Together / Something (1. Dezember 1969 – 14. Dezember 1969) lagen fast 54 Jahre.[22]

- Am 7. August 2020 wurde das Lied Sie ruft des Rappers Apache 207 zum ersten Nummer-eins-Hit, der nicht als Single erschien. Der Song wurde lediglich auf dem dazugehörigen Album Treppenhaus veröffentlicht und erreichte Platz eins durch Einzeldownloads und Streaming.